# Tadeusz Kościuszko
Andrzej Tadeusz Bonawentura Kościuszko (pronuncia polacca [ˈandʐɛj taˈdɛ.uʐ bɔnavɛnˈtura kɔɕˈt͡ɕuʂkɔ]), normalmente traslitterato in Kosciuszko o Kosciusko, e talvolta italianizzato in Taddeo Kościuszko o Taddeo Cosciusco (Mieračoŭščyna, 4 febbraio 1746 – Soletta, 15 ottobre 1817) è stato un generale e ingegnere polacco, che combatté per l'indipendenza della Confederazione polacco-lituana, guidando l'insurrezione del 1794, e degli Stati Uniti.
Riconosciuto anche come statista e brillante stratega, Kościuszko nacque nel febbraio 1746, in un maniero nella tenuta di Mieračoŭščyna nel Voivodato di Brėst, allora rientrante nel Granducato di Lituania e che costituiva una sezione della Confederazione polacco-lituana. All'età di 20 anni, si diplomò all'accademia del Corpo dei cadetti di Varsavia, in Polonia e dopo l'inizio della guerra civile nel 1768, Kościuszko si trasferì in Francia nel 1769 per studiare. Fece ritorno nella Confederazione nel 1774, due anni dopo la prima spartizione, e lavorò come tutore nella casa del nobile Józef Sylwester Sosnowski. Nel 1776 Kościuszko si trasferì in Nord America, dove prese parte alla guerra d'indipendenza americana come colonnello nell'esercito continentale. Essendo un ingegnere militare, egli progettò e supervisionò la costruzione di fortificazioni all'avanguardia, comprese quelle di West Point, nello stato di New York. Nel 1783, in riconoscimento dei suoi servigi, il Congresso continentale lo promosse a brigadier generale.
In seguito, tornò in Polonia nel 1784 e, cinque anni più tardi, Kościuszko fu nominato maggior generale nell'esercito della Confederazione polacco-lituana. Dopo la guerra russo-polacca del 1792, che portò alla seconda spartizione, incitò una rivolta contro l'Impero russo nel marzo 1794 e nei mesi successivi, fin quando fu catturato nella battaglia di Maciejowice nell'ottobre dello stesso anno. Alla definitiva soppressione dell'insurrezione di Kościuszko, accaduta in quel novembre, seguì la terza e ultima spartizione della Polonia del 1795, la quale costò la scomparsa della Polonia-Lituania dalla mappa europea. Nel 1796, in seguito alla morte della zarina Caterina II, Kościuszko fu graziato dal suo successore, lo zar Paolo I, ed emigrò negli Stati Uniti. Amico intimo di Thomas Jefferson, con il quale condivideva gli ideali dei diritti umani, Kościuszko scrisse testamento nel 1798 in cui indirizzava le sue risorse economiche possedute negli Stati Uniti all'istruzione e alla libertà degli schiavi in loco. Kościuszko alla fine tornò in Europa e visse in Svizzera fino alla sua morte, avvenuta nel 1817. L'esecuzione delle sue ultime volontà in seguito si rivelò difficile e i fondi non furono mai utilizzati per lo scopo previsto dal de cuius.
Fiero sostenitore degli ideali dell'Illuminismo e ricordato anche per la sua ostilità alla schiavitù, oggi viene ricordato come eroe nazionale non solo in Polonia, ma anche in Bielorussia, negli Stati Uniti e in parte in Lituania.

## Biografia

### Giovinezza

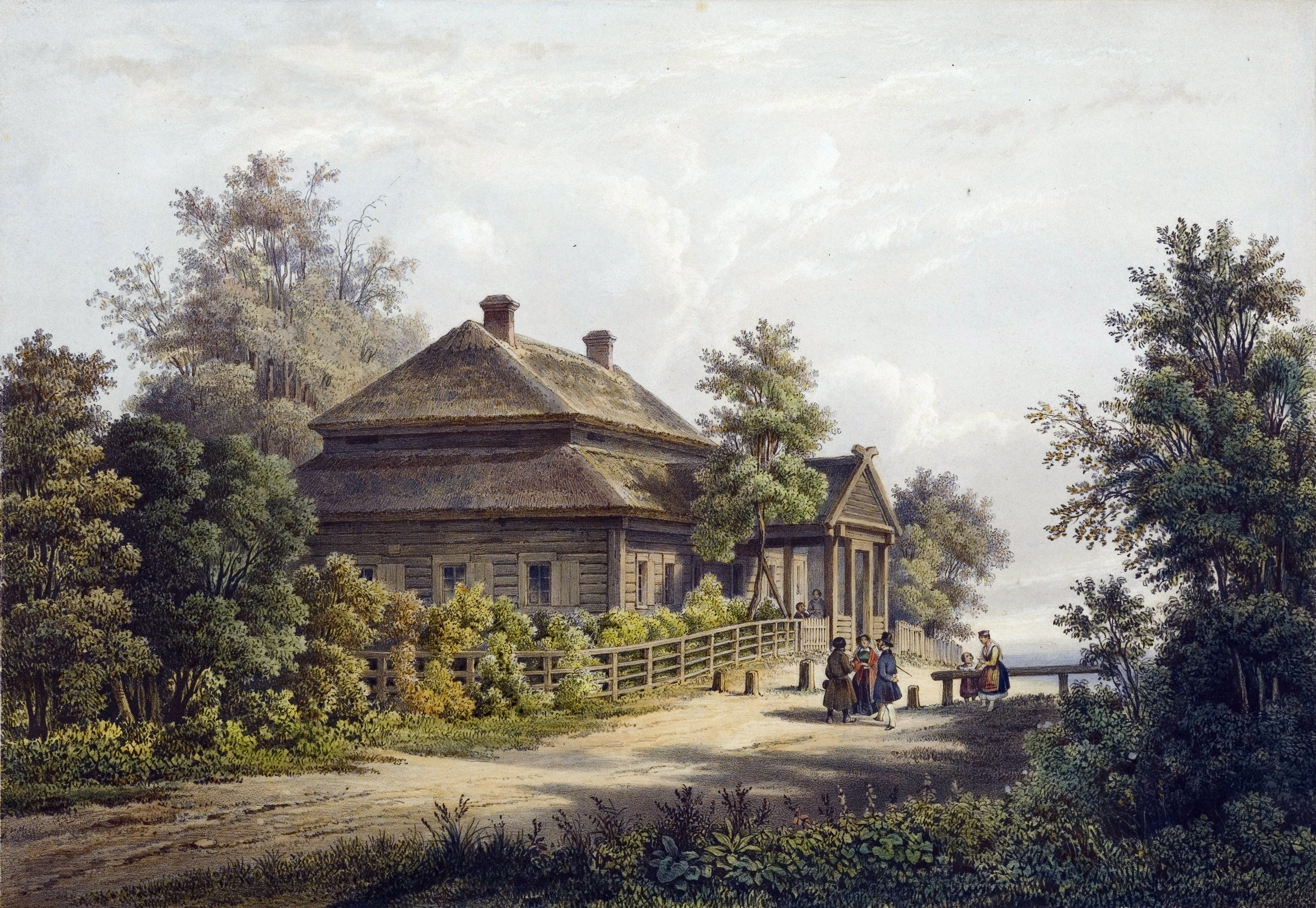
La tenuta di Mieračoŭščyna (1848)

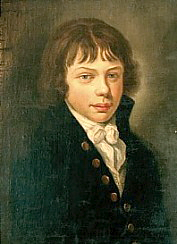
Kościuszko, 15 anni, nel 1761

Kościuszko nacque nel febbraio 1746 in un maniero nella tenuta di Mieračoŭščyna vicino a Kosów, nel Granducato della Lituania, all'epoca facente parte della Confederazione polacco-lituana. La sua data di nascita esatta è sconosciuta: si suole indicare il 4 febbraio o il 12.
Kościuszko era il figlio più giovane di un membro della szlachta, termine con cui si designava in polacco l'aristocrazia locale, Ludwik Tadeusz Kościuszko, un ufficiale dell'esercito della Confederazione polacco-lituana, e di Tekla Ratomska. Al momento della sua nascita, la famiglia possedeva modeste proprietà terriere nel Granducato gestite da 31 famiglie di contadini.
Battezzato secondo il rito cattolico, ricevette in quell'occasione religiosa i nomi Andrzej, Tadeusz e Bonawentura. La sua famiglia paterna era di etnia lituana–rutena e le sue origini risalevano a Konstanty Fiodorowicz Kostiuszko, cortigiano del re polacco e granduca di Lituania Sigismondo I il Vecchio, ma anche quella materna, dei Ratomski, era legata alle terre dell'odierna Bielorussia.
I moderni scrittori bielorussi lo considerano particolarmente legato alla sua eredità rutena o lituana, oltre che alla cultura bielorussa del tempo, nello specifico dei litvin, termine con cui si indicavano gli abitanti del Granducato di Lituania all'interno della Repubblica delle Due Nazioni. Ad ogni modo, la sua famiglia era stata polonizzata già nel XVI secolo, come del resto la maggior parte della nobiltà ruteno-lituana dell'epoca, circostanza che spiega la sua vasta conoscenza della lingua e della cultura polacca.
Nel 1755 Kościuszko iniziò a frequentare la scuola a Lubieszów ma non finì mai a causa delle ristrettezze finanziarie della sua famiglia dopo la morte del padre nel 1758. Il re di Polonia Stanislao II Augusto Poniatowski istituì un Corpo dei cadetti (Korpus Kadetów) nel 1765, nell'attuale Università di Varsavia, per istruire ufficiali militari e funzionari governativi. Kościuszko si arruolò nel Corpo il 18 dicembre 1765, probabilmente grazie al patrocinio della famiglia Czartoryski; la scuola promuoveva lo studio delle materie militari e delle arti liberali, e dopo essersi laureato il 20 dicembre 1766, Kościuszko venne promosso a chorąży (un grado militare approssimativamente equivalente al moderno tenente). Rimase come allievo istruttore e, nel 1768, raggiunse il grado di capitano.

#### Viaggi in Europa

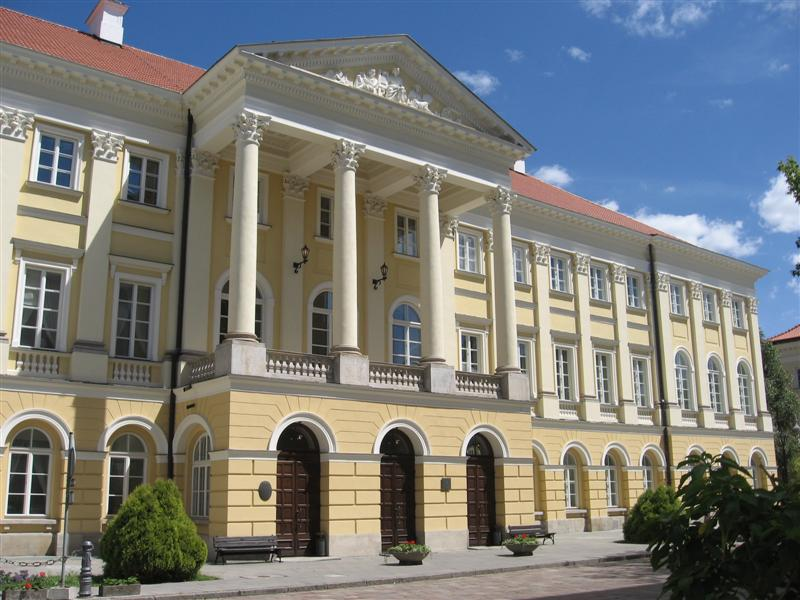
Palazzo Kazimierz di Varsavia dove Kościuszko frequentò il Corpo dei cadetti

Nel 1768 scoppiò una guerra civile quando la konfederacja degli avvocati cercò di deporre il re Stanislao Augusto Poniatowski: uno dei fratelli di Kościuszko, Józef, combatté dalla parte degli insorti, ponendo a quel punto Tadeusz di fronte a una difficile scelta da prendere, ovvero se schierarsi al fianco dei ribelli, di cui condivideva gli ideali, o del governo, a cui rispondeva e che preferiva un approccio graduale per liberarsi del fardello russo. Kościuszko scelse di lasciare la Polonia e, alla fine del 1769, a lui e a un collega, l'artista Aleksander Orłowski, furono concesse borse di studio reali; il 5 ottobre cominciarono il viaggio in direzione di Parigi. La motivazione addotta fu quella di voler approfondire la loro educazione militare ma, in quanto stranieri fu loro vietato di iscriversi alle accademie militari francesi, e così virarono verso l'Accademia reale di cultura e scultura. Lì Kousciuszko perseguì il suo interesse per il disegno e la pittura, prendendo lezioni private di architettura da Jean-Rodolphe Perronet.
Kościuszko non rinunciò frattanto a migliorare le sue conoscenze militari: frequentò delle lezioni per cinque anni e non disdegnò le biblioteche delle accademie militari di Parigi. La sua esposizione all'Illuminismo francese, insieme alla tolleranza religiosa praticata nella Repubblica delle Due Nazioni, influenzò fortemente la sua carriera successiva, specie la teoria economica francese della fisiocrazia. Egli sviluppò altresì le sue capacità artistiche e, mentre la sua carriera lo avrebbe portato in una direzione diversa, per tutta la vita continuò sporadicamente a disegnare e dipingere.
Nella prima spartizione della Confederazione polacco-lituana nel 1772, Russia, Prussia e Austria annetterono vaste aree del territorio confederato e ottennero influenza sulla politica interna. Quando Kościuszko tornò a casa nel 1774, scoprì che suo fratello Józef aveva sperperato il grosso della fortuna di famiglia e che non c'era posto per lui nell'esercito, poiché non poteva permettersi di acquistare una commissione da ufficiale. Prese incarico di tutore presso la famiglia del magnate, voivoda ed etmano Józef Sylwester Sosnowski, innamorandosi della figlia del governatore Ludwika. La fuga d'amore fu ostacolata dai servitori del padre e Kościuszko subì delle percosse da parte loro, un evento che potrebbe averlo spinto alla sua antipatia per le distinzioni di classe.
Nell'autunno del 1775 emigrò per evitare Sosnowski e i suoi servitori e, alla fine dello stesso anno, avendo tentato di arruolarsi nell'esercito della Sassonia, ma venendo respinto, decise di tornare a Parigi. Lì apprese dello scoppio della guerra d'indipendenza americana, in cui le colonie britanniche in Nord America si erano ribellate contro la Corona britannica e avevano iniziato la loro lotta per distaccarsi dall'autorità centrale. I primi successi americani furono ben pubblicizzati in Francia, con il risultato che il popolo e il governo francese sostennero apertamente la causa dei rivoluzionari in funzione anti-inglese.

### Guerra d'indipendenza americana

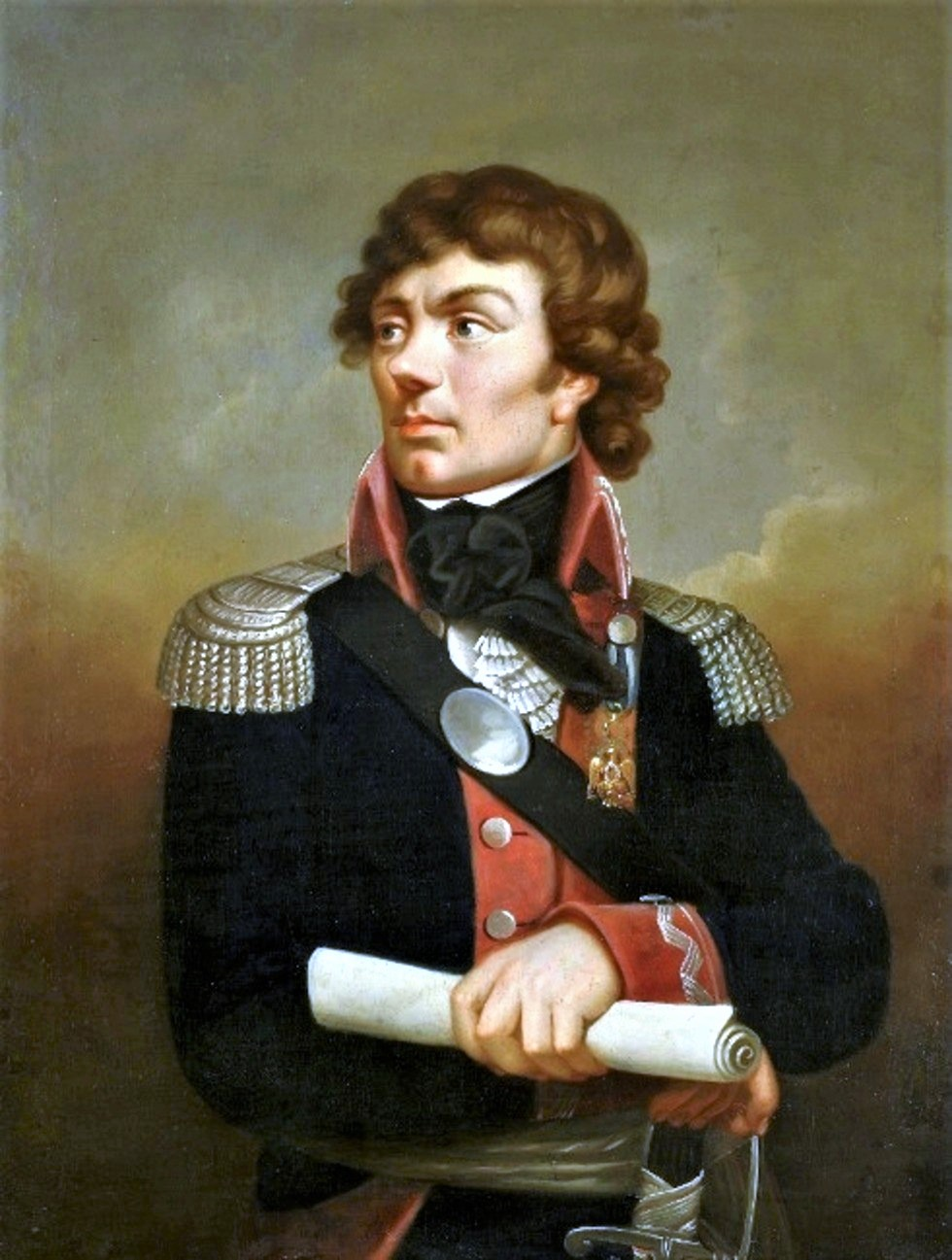
Kościuszko in un ritratto di Karl Gottlieb Schweikart. Ben visibile con l'aquila della Società dei Cincinnati, conferitagli dal generale George Washington

Dopo aver appreso della rivoluzione americana, Kościuszko, affascinato dagli ideali degli insorti e sostenitore dei diritti umani, salpò per l'America nel giugno 1776 insieme ad altri ufficiali stranieri, probabilmente con l'aiuto di un francese simpatizzante dei rivoluzionari americani, Pierre Beaumarchais. Il 30 agosto 1776, Kościuszko presentò una domanda al Secondo congresso, venendo in seguito assegnato all'esercito continentale il giorno successivo.

#### Regione settentrionale

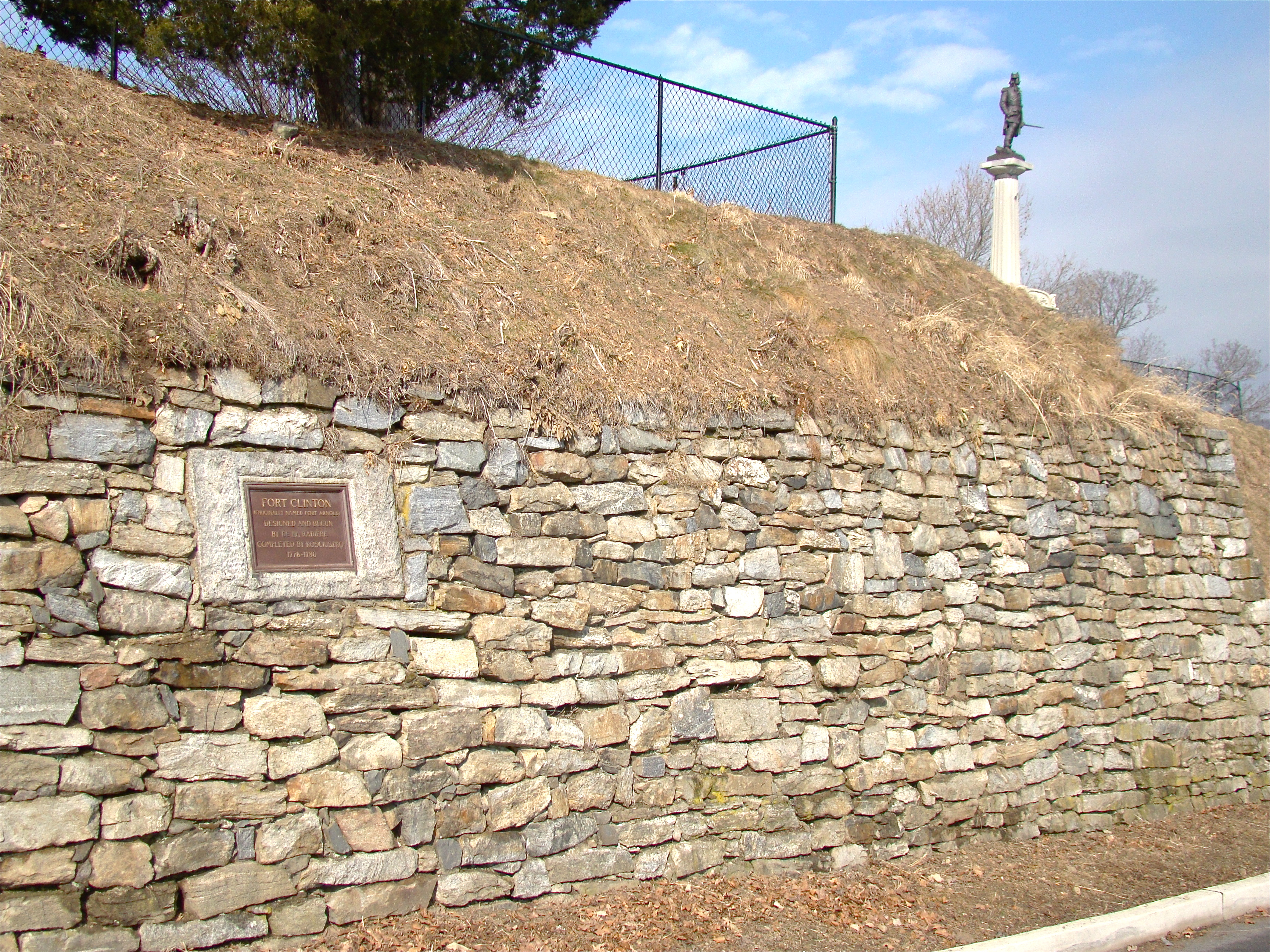
Fort Clinton, realizzato secondo il progetto di Kościuszko. Sullo sfondo una statua a lui dedicata

Il primo compito di Kościuszko riguardò la costruzione di roccaforti a Fort Billingsport a Paulsboro, in New Jersey, per proteggere le rive del fiume Delaware e prevenire un possibile avanzata britannica in direzione di Filadelfia. In principio prestò servizio come volontario alle dipendenze di Benjamin Franklin, ma il 18 ottobre 1776 il Congresso lo nominò colonnello degli ingegneri dell'esercito continentale.
Nella primavera del 1777, Kościuszko venne assegnato all'esercito del Nord sotto il maggior generale Horatio Gates, arrivando al confine tra Canada e Stati Uniti nel maggio 1777. Successivamente inviato a Fort Ticonderoga, esaminò le difese di quella che era stata una delle più formidabili fortezze del Nord America. Le sue indagini lo spinsero a raccomandare caldamente la costruzione di una batteria su Mount Defiance, un punto elevato che sovrastava il forte. Il suo prudente consiglio, su cui i suoi colleghi ingegneri concordavano, ricevette il veto del comandante della guarnigione, il generale di brigata Arthur St. Clair.
Questo si rivelò un errore tattico: quando un contingente britannico sotto il generale John Burgoyne arrivò nel luglio 1777, quest'ultimo fece esattamente ciò che Kościuszko proponeva, facendo posizionare ai suoi ingegneri l'artiglieria sulla collina. Con gli inglesi in completo controllo delle alture, gli americani si resero conto che la loro situazione appariva disperata e abbandonarono la fortezza con appena un colpo sparato nell'assedio di Ticonderoga. L'avanzata britannica stroncò duramente i continentali in inferiorità numerica ed esausti mentre fuggivano a sud: il maggior generale Philip Schuyler, nel disperato tentativo di mettere distanza tra i suoi uomini e i loro inseguitori, ordinò a Kościuszko di ritardare il nemico. Kościuszko si prodigò con i suoi sottoposti per abbattere alberi, arginare ruscelli e distruggere ponti e selciati. Ostacolati in siffatta maniera, gli inglesi cominciarono a rallentare, dando agli americani il tempo necessario per ritirarsi in sicurezza attraverso l'Hudson.
Gates suggerì a Kościuszko di selezionari dei punti specifici allo scopo di sorvegliare meglio le postazioni possedute dagli americani, oltre che fortificarle. Rintracciando un sito simile nei pressi di Saratoga, affacciato sull'Hudson a Bemis Heights, Kościuszko dispose una robusta serie di difese, quasi inespugnabile. Il suo giudizio e la sua meticolosa attenzione ai dettagli frustrarono gli attacchi britannici durante la battaglia di Saratoga, e Gates accettò la resa della forza di Burgoyne il 16 ottobre 1777. L'esercito britannico, in declino, aveva subito una sonora sconfitta, ribaltando le sorti degli americani vantaggio. Il lavoro di Kościuszko a Saratoga ricevette grandi lodi da Gates, che in seguito disse al suo amico Benjamin Rush: "Le chiavi tattiche per la campagna apparivano colline e foreste, che un giovane ingegnere polacco è stato abbastanza abile a selezionare per il mio accampamento".
Ad un certo punto nel 1777, Kościuszko realizzò una polonaise da suonare con il clavicembalo. La composizione, che deve a lui il nome e i cui testi si dovevano al poeta Rajnold Suchodolski, in seguito divenne popolare tra i patrioti polacchi durante la rivolta di novembre del 1830.
In quel periodo, a Kościuszko fu assegnato un inserviente afroamericano inserviente, tale Agrippa Hull, che trattò come un suo pari e un amico. Nel marzo 1778 Kościuszko approdò all'Accademia militare di West Point e vi trascorse più di due anni, rafforzando al contempo le fortificazioni già esistenti o incentivando la costruzione di nuove. Furono queste difese che il generale americano Benedict Arnold tentò in seguito di consegnare agli inglesi quando disertò. Poco dopo che Kościuszko finì di fortificare West Point, nell'agosto 1780, il generale George Washington accolse la richiesta di Kościuszko di trasferirsi in servizio lungo il fronte meridionale. Le fortificazioni di West Point di Kościuszko furono ampiamente elogiate come innovative per l'epoca.

#### Regione meridionale

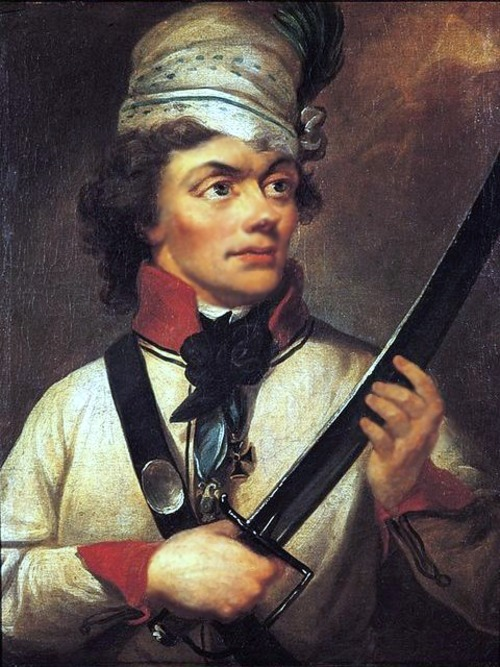
Ritratto di Tadeusz Kościuszko di Kazimierz Wojniakowski

Dopo aver viaggiato a sud attraverso la Virginia rurale nell'ottobre 1780, Kościuszko si recò nella Carolina del Nord per fare rapporto al suo ex comandante, il generale Gates. In seguito alla disastrosa sconfitta di quest'ultimo rimediata a Camden il 16 agosto 1780, il Congresso continentale optò per il nome fatto da Washington, ovvero il maggior generale Nathanael Greene, per sostituire Gates come comandante del Dipartimento del Sud. Quando Greene assunse formalmente il comando il 3 dicembre 1780, mantenne Kościuszko come suo capo ingegnere, una decisione elogiata pure da Gates.
Durante questa campagna, il polacco assunse il compito di supervisionare la costruzione delle imbarcazioni, l'ubicazione degli accampamenti, l'esplorazione degli attraversamenti dei fiumi, la fortificazione delle posizioni e il mantenimento dei contatti tra i vari reparti. Molti dei suoi contributi furono strumentali nell'impedire la distruzione dell'esercito meridionale: ciò era particolarmente vero durante la "corsa al Dan", quando il generale britannico Charles Cornwallis inseguì Greene attraverso 320 km di aspra campagna nel gennaio e febbraio 1781. Grazie in gran parte a una combinazione delle tattiche di Greene e delle imbarcazioni di Kościuszko, assieme all'accurata ricognizione dei fiumi davanti al corpo principale, i continentali attraversarono in sicurezza ogni corso d'acqua, incluso lo Yadkin e il Dan. Cornwallis, non disponendo di barche e sapendo che il Dan non era un fiume che si poteva attraversare con avventatezza, abbandonò le operazioni e si ritirò nella Carolina del Nord. I continentali si radunarono a sud di Halifax, dove Kościuszko aveva in precedenza, su richiesta di Greene, stabilito un deposito fortificato.
Durante la corsa al Dan, Kościuszko aveva aiutato a selezionare il luogo in cui Greene sarebbe tornato per combattere Cornwallis a Guilford Court House. Sebbene tatticamente sconfitti, gli americani quasi sbaragliarono l'esercito di Cornwallis come forza di combattimento efficace e ottennero un vantaggio strategico permanente nel sud. Così, quando Greene iniziò la sua riconquista della Carolina del Sud nella primavera del 1781, convocò Kościuszko affinché si ricongiungesse al corpo principale dell'esercito meridionale. Le forze combinate dei continentali e della milizia meridionali respinsero in modo graduale gli inglesi dall'entroterra ai porti costieri durante la seconda metà del 1781 e, il 16 agosto, Kościuszko partecipò alla seconda battaglia di Camden. A Ninety Six, egli assediò lo Star Fort dal 22 maggio al 18 giugno, ma fallì: nel corso degli scontri, subì la sua unica ferita in sette anni di servizio, ovvero una baionettata alle natiche durante un assalto dei difensori del forte alla trincea di avvicinamento che stava costruendo.
Kościuszko poi contribuì a fortificare le basi americane in Carolina del Nord, prima di presenziare a diverse operazioni minori nell'ultimo anno di ostilità, arrecando danni al foraggiamento britannico vicino a Charleston. Dopo la morte del suo amico colonnello John Laurens, Kościuszko si impegnò in queste operazioni, rilevando la rete di intelligence di Laurens nell'area. Comandò due squadroni di cavalleria e un'unità di fanteria, e il suo ultimo comando conosciuto sul campo di battaglia della guerra avvenne a James Island, il 14 novembre 1782. In quella che è stata descritta come l'ultima azione armata della guerra dell'esercito continentale, egli quasi perì mentre la sua piccola forza venne messa in rotta. Un mese dopo, il polacco figurava tra i continentali truppe che rioccuparono Charleston dopo l'evacuazione britannica della città. Kościuszko ivi trascorse il resto della guerra, allestendo uno spettacolo pirotecnico il 23 aprile 1783 volto a celebrare la firma del trattato di Parigi all'inizio di quel mese.

#### Ritorno in patria
Non essendo stato pagato nei suoi sette anni di servizio, alla fine di maggio 1783, Kościuszko si mosse per riscuotere lo stipendio dovutogli. Quell'anno, gli fu chiesto dal Congresso di supervisionare i fuochi d'artificio durante le celebrazioni del 4 luglio a Princeton. Il 13 ottobre 1783 il Congresso lo promosse generale di brigata, ma non aveva ancora ricevuto la paga arretrata e molti altri ufficiali e soldati versavano nella stessa situazione. In attesa del compenso per i servigi prestati e incapace di finanziare un viaggio di ritorno in Europa, Kościuszko, come molti altri, dovette cercare di vivere facendosi prestare denaro dal banchiere polacco-ebreo Haym Solomon. Alla fine ricevette un certificato di 12.280 dollari, al 6%, da versare il 1º gennaio 1784, e il diritto a prendere possesso di 500 acri di suolo (circa 2 km²), ma solo se avesse scelto di stabilirsi negli Stati Uniti. Per l'inverno 1783–1784, il suo ex ufficiale in comando, il generale Greene, invitò Kościuszko a soggiornare nella sua villa. Nel 1785 entrò a far parte della Società dei Cincinnati e nella American Philosophical Society. Nel corso della durata della guerra americana, il polacco portò sempre al fianco una vecchia spada spagnola, su cui erano incise le parole: Non richiamarmi senza motivo; non rinfoderarmi senza onore.

### Confederazione polacco-lituana

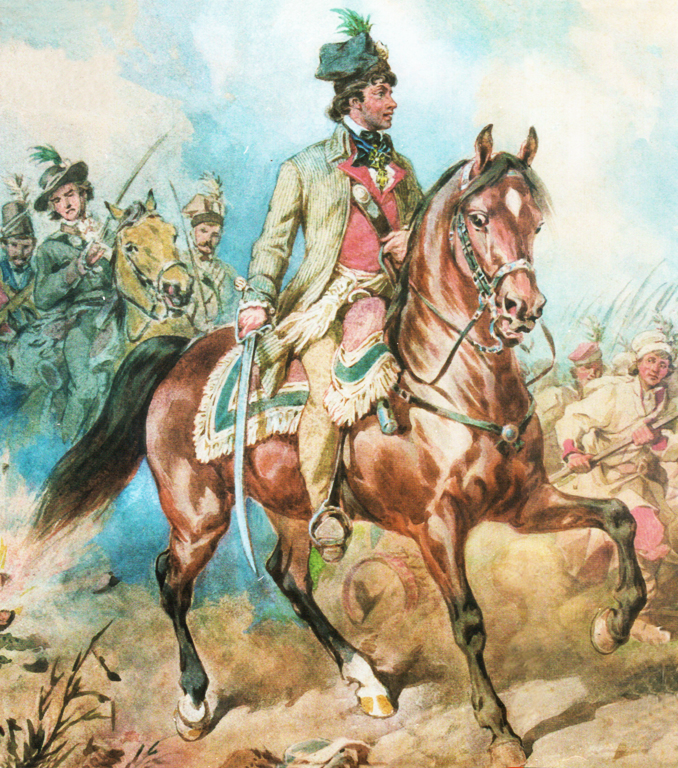
Kościuszko in un'illustrazione di Juliusz Kossak

Il 15 luglio 1784 Kościuszko si imbarcò per la Polonia, dove arrivò il 26 agosto. A causa di un conflitto tra i suoi patroni, la famiglia Czartoryski e il re Stanislao Augusto Poniatowski, Kościuszko ancora una volta non riuscì a ottenere un incarico nell'esercito confederato e preferì stabilirsi a Siechnowicze, nei pressi dell'odierna triplice frontiera tra Bielorussia, Polonia e Ucraina. Suo fratello Józef aveva perso la maggior parte delle terre della famiglia a causa di discutibili investimenti, ma con l'aiuto di sua sorella Anna, Tadeusz Kościuszko si assicurò una fetta delle terre per sé. Egli decise di limitare a due giorni la settimana il corvée (servizio obbligatorio al signore del maniero) dei suoi contadini ed esentò completamente le contadine: al contempo, la sua proprietà smise presto di essere redditizia e cominciò a indebitarsi. La situazione si aggravò per via del crollo del valore economico del dollaro, considerando che il governo americano aveva promesso interessi moratori da elargire per i suoi sette anni di servizio militare. Kościuszko strinse nel frattempo amicizia con attivisti liberali, con Hugo Kołłątaj che gli offrì una cattedra presso l'Università Jagellonica di Cracovia, cui seguì però un rifiuto.
Più tardi, il Grande Sejm del 1788-1792 introdusse alcune riforme, tra cui un pianificato aumento delle truppe dell'esercito allo scopo di difendere i confini della nazione. Kościuszko percepì la possibilità di tornare al servizio militare e trascorse un po' di tempo a Varsavia, tra coloro che erano impegnati nei dibattiti politici al di fuori del Grande Sejm. Inoltre, si preoccupò di presentare una propria proposta di organizzazione dell'organigramma militare sul modello del meccanismo americano. Man mano che la pressione politica cresceva per allestire l'esercito e gli alleati politici di Kościuszko acquisivano influenza sul re, il combattente tornato dall'America fece nuovamente domanda per una commissione e il 12 ottobre 1789 fu nominato a capo di una di esse in qualità di maggior generale, ma, con suo sgomento, nell'esercito del Regno di Polonia (si ricordi che egli era di etnia lituana). Questi iniziò a percepire l'alto stipendio di 12.000 złoty all'anno, ponendo fine alle sue difficoltà finanziarie. Il 1º febbraio 1790 si presentò in servizio a Włocławek, e dopo pochi giorni scrisse in una lettera, definendo gli abitanti locali "pigri" e "indolenti", in contrasto con i "lituani buoni e parsimoniosi". Nella stessa lettera, Kosciuszko pregò il generale Franciszek Ksawery Niesiołowski di essere trasferito nell'esercito del Granducato di Lituania, ma i suoi desideri non si trasformarono in realtà. Intorno all'estate, comandò alcune unità di fanteria e cavalleria nella regione tra i fiumi Bug e la Vistola. Nell'agosto 1790 fu assegnato di stanza in Volinia, più precisamente vicino a Starokostjantyniv. Il principe Józef Poniatowski, nipote del monarca, riconobbe la superiore esperienza di Kościuszko e lo nominò suo secondo in comando, lasciandolo agire in sua vece quando era assente.
Kościuszko intrecciò sempre più stretti contatti con i riformatori politici, facendo amicizia con il sopraccitato Hugo Kołłątaj, Julian Ursyn Niemcewicz e altri personaggi di spicco. Il veterano della guerra d'indipendenza americana sostenne che i contadini e gli ebrei avrebbero dovuto ricevere il pieno status di cittadinanza, in quanto ciò li avrebbe spinti ad aiutare a difendere la Polonia in caso di aggressione straniera. I riformatori politici, concentrati nella fazione patriottica, ottennero una significativa vittoria con l'adozione della Costituzione del 3 maggio 1791: Kościuszko percepì la Costituzione come un passo nella giusta direzione, ma rimase deluso dal fatto che preservò la monarchia e fece poco per migliorare la situazione dei più svantaggiati, dei contadini e degli ebrei. Le potenze contigue della Confederazione percepirono le mosse politiche come una minaccia alla loro influenza sugli affari interni polacco-lituani. Un anno dopo l'adozione della Costituzione, il 14 maggio 1792, dei magnati reazionari formarono la confederazione di Targowica, allo scopo di chiedere assistenza alla zarina Caterina la Grande di abrogarla. Quattro giorni dopo, il 18 maggio 1792, un esercito russo di 100.000 uomini, diretto a Varsavia, attraversò il confine polacco e innescò una guerra.

#### Difesa della Costituzione

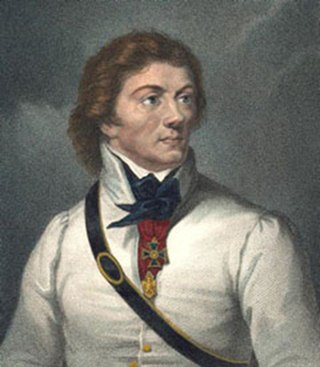
Kościuszko con indosso la Virtuti militari e, al di sotto, l'Aquila della Società dei Cincinnati

I russi avevano un vantaggio di 3:1 in termini di forza, con circa 98.000 soldati contro i 37.000 polacchi, oltre che di esperienza in combattimento. Prima che i russi effettuassero l'invasione, Kościuszko divenne vice comandante della divisione di fanteria del principe Józef Poniatowski, di stanza in Ucraina occidentale. Quando il principe assunse il ruolo di comandante in capo dell'intera armata polacca, il 3 maggio 1792, a Kościuszko fu assegnata una divisione vicino a Kiev.
I russi attaccarono un ampio fronte con tre eserciti: Kościuszko propose che tutti i contingenti polacchi si concentrassero e ingaggiassero uno dei tronconi avversari, al fine di assicurare la parità numerica e sollevare il morale delle forze polacche, perlopiù inesperte, con una rapida vittoria; tuttavia, Poniatowski rifiutò questo piano. Il 22 maggio 1792, le forze russe attraversarono il confine con l'Ucraina, dove erano di stanza Kościuszko e Poniatowski. Le truppe di guardia furono giudicate troppo insufficienti per opporsi alle quattro colonne nemiche che avanzavano nell'Ucraina occidentale, e diedero luogo a una ritirata sul ramo sinistro del Bug Orientale, con Kościuszko al comando della retroguardia. Il 18 giugno, Poniatowski vinse la battaglia di Zieleńce; la divisione di Kościuszko, in servizio di retroguardia distaccata, non prese parte alla battaglia e si ricongiunse all'esercito principale solo al calar della notte; tuttavia, la sua diligente protezione delle file più arretrate e dei fianchi dell'esercito principale gli valse la Virtuti militari di recente creazione, fino ad oggi la più alta decorazione militare della Polonia (Storożyński, tuttavia, afferma che Kościuszko ricevette la Virtuti militari in virtù della sua successiva vittoria del 18 luglio a Dubienka). La ritirata polacca continuò e il 7 luglio le forze del veterano della guerra d'indipendenza americana affrontarono uno scontro con i russi a Volodymyr-Volyns'kyj (battaglia di Włodzimierz). Quando raggiunse il Bug settentrionale, l'armata polacca fu divisa in tre divisioni per mantenere la linea difensiva del corso d'acqua, indebolendo la superiorità numerica dei biancorossi, contro il consiglio di Kościuszko che voleva un unico esercito forte e non distanziato.
Il nucleo di Kościuszko fu assegnato a proteggere il fianco meridionale del fronte, toccando il confine austriaco. Nella battaglia di Dubienka (18 luglio 1792), Kościuszko respinse un nemico numericamente superiore, usando abilmente gli ostacoli del terreno e le fortificazioni del campo, e venne considerato uno dei comandanti militari più brillanti della Polonia dell'epoca. Con circa 5.300 uomini al seguito, sconfisse 25.000 russi guidati dal generale Michail Kachovski. Nonostante la vittoria tattica, Kościuszko dovette ritirarsi da Dubienka, mentre i russi attraversavano il vicino confine austriaco e iniziavano a fiancheggiare le sue posizioni.
Dopo la lotta del primo agosto, re Stanislao Augusto Poniatowski lo promosse a tenente generale e gli conferì anche l'onorificenza dell'Ordine dell'Aquila Bianca, ma Kościuszko, da repubblicano convinto, non accettò un onore reale. La notizia della vittoria di Kościuszko si diffuse in Europa e il 26 agosto ricevette la cittadinanza onoraria ad opera dell'Assemblea legislativa della Francia rivoluzionaria. Mentre si considerava ancora incerto l'esito della guerra, il monarca chiese in principio un cessate il fuoco e poi, il 24 luglio 1792, prima che Kościuszko ricevesse la promozione a tenente generale, sconvolse l'esercito annunciando la sua adesione alla confederazione di Targowica e ordinando alle truppe polacco-lituane di cessare le ostilità contro i russi. Kościuszko accarezzò l'idea di rapire il re alla stregua di quanto la confederazione degli avvocati aveva fatto due decenni prima, nel 1771, ma andò dissuaso dal principe Józef Poniatowski. Il 30 agosto, Kościuszko si dimise dal suo ruolo nell'esercito e tornò brevemente a Varsavia, dove ricevette la promozione e il salario, ma rifiutò la richiesta del re di rimanere tra le schiere dei combattenti. In quel periodo si ammalò tra l'altro di itterizia.

### Emigrazione
La capitolazione del re si rivelò un duro colpo per Kościuszko, che non aveva perso una sola battaglia nella campagna. A metà settembre 1792 si rassegnò a lasciare il paese e all'inizio di ottobre partì da Varsavia. In primo luogo, andò a est, al maniero della famiglia Czartoryski a Sieniawa, che raccolse vari esponenti aristocratici malcontenti. A metà novembre trascorse due settimane a Leopoli, dove la popolazione lo accolse con favore, in quanto dalla fine della guerra la sua presenza aveva attirato folle desiderose di vedere il famoso comandante. Izabela Czartoryska discusse di fargli sposare sua figlia Sofia. I russi pianificarono di arrestarlo se fosse tornato nel territorio sotto il loro controllo; gli austriaci, detentori di Leopoli, gli offrirono un incarico nell'esercito austriaco, ma egli rifiutò. In seguito, progettarono di deportarlo, ma lasciò Leopoli prima che potessero farlo. All'inizio del mese, sostò a Zamość nella tenuta della famiglia Zamoyski, incontrando il filosofo e scrittore Stanisław Staszic, quindi si recò a Puławy.
Anche quest'ultima tappa non lo vide rimanere fermo a lungo: il 12-13 dicembre giunse a Cracovia, il 17 a Breslavia e, poco dopo, si stabilì a Lipsia, dove molti importanti soldati e politici polacchi formarono una comunità di emigrati. Presto lui e alcuni altri iniziarono a tramare una rivolta contro il dominio russo in Polonia. I politici, raggruppati attorno a Ignacy Potocki e Hugo Kołłątaj, cercarono di intavolare contatti con gruppi di opposizione simili in Polonia e, nella primavera del 1793, furono raggiunti da altri vecchi parlamentari e rivoluzionari, tra cui l'influente ufficiale militare Ignacy Działyński. Mentre Kołłątaj e altri avevano iniziato a pianificare una rivolta prima che Kościuszko si unisse a loro, il suo sostegno si rivelò un vantaggio significativo, poiché era tra i personaggi più famosi della Polonia del tempo. Dopo due settimane trascorse a Lipsia, prima della metà di gennaio del 1793, Kościuszko partì per Parigi, dove cercò di ottenere il sostegno dei transalpini per la rivolta pianificata della Polonia. Rimase lì fino all'estate, ma nonostante la crescente influenza rivoluzionaria, i francesi si impegnarono solo a parole per la causa polacca e si rifiutarono di impegnarsi in qualcosa di concreto. Kościuszko concluse che le autorità locali non erano interessate in Polonia al di là dell'utilità che potevano ricavarne per la loro causa, e fu sempre più deluso dalla meschinità degli anni successivi al 1789, considerando le lotte interne tra le diverse fazioni e il dilagante regime del terrore.
Il 23 gennaio 1793, la Prussia e la Russia si accordarono per dare luogo alla seconda spartizione della Polonia. Il Sejm di Hrodna, convocato sotto costrizione a giugno, ratificò la suddivisione e avvenne altresì l'abrogazione della Costituzione del 3 maggio 1791. La seconda frammentazione fu così acuta da impedire la prosecuzione dell'esistenza della Repubblica: la Polonia perse infatti 300.000 km² di territorio, l'80% dei quali andò alla Russia e il resto alla Prussia, mentre nulla all'Austria, non avendovi partecipato. Solo circa 4 milioni di persone rimasero in Polonia dopo la seconda divisione, comportando la perdita di un altro terzo della sua popolazione originaria, circa la metà di quella registrata prima del 1772. Si trattò di un evento assai sconvolgente per i confederati di Targowica, i quali si consideravano difensori dei secolari privilegi dei magnati, ma non si aspettavano che il loro appello di aiuto alla Zarina di Russia avrebbe ulteriormente ridotto e indebolito il loro paese.
Nell'agosto 1793, Kościuszko, sebbene preoccupato che una rivolta avrebbe avuto poche possibilità contro le tre potenze divisorie, tornò a Lipsia, dove ricevette richieste di iniziare a pianificarne una il prima possibile. A settembre attraversò in gran segreto il confine polacco allo scopo di condurre osservazioni personali e incontrare ufficiali di alto rango suoi simpatizzanti in quel che rimaneva dell'esercito polacco, incluso il generale Józef Wodzicki. I preparativi procedettero a rilento e si convinse a viaggiare verso l'Italia in tempi brevi, con l'intenzione di tornare nel febbraio 1794. Tuttavia, la situazione in Polonia stava cambiando rapidamente: i governi russo e prussiano costrinsero la Polonia a sciogliere ancora la maggioranza del suo esercito e le unità ridotte dovevano essere incorporate nell'esercito russo. A marzo, gli agenti zaristi scoprirono dei rivoluzionari a Varsavia e inaugurarono una serie di arresti di importanti politici e comandanti militari polacchi. Kościuszko fu costretto ad eseguire il suo piano prima del previsto e, il 15 marzo 1794, rinunciò ai suoi progetti di trasferimento e prese la strada per Cracovia.

### Insurrezione di Kościuszko

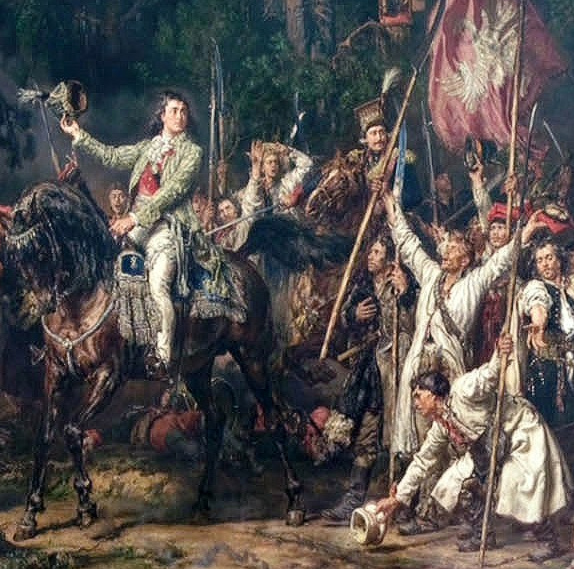
Kościuszko e una folla di contadini che lo acclama nell'ambito della battaglia di Racławice, opera di Jan Matejko

Avendo scoperto che la guarnigione russa aveva lasciato Cracovia, Kościuszko entrò in città la notte del 23 marzo 1794. La mattina dopo, nella piazza principale, radunò una discreta folla e inaugurò in modo ufficiale una rivolta: Kościuszko ricevette il titolo di Naczelnik (comandante in capo) delle forze polacco-lituane che combattevano l'occupazione russa.
Kościuszko radunò un esercito di circa 6.000 uomini, inclusi 4.000 soldati regolari e 2.000 reclute, e marciò su Varsavia. I russi riuscirono a organizzare un esercito per opporsi a lui più in fretta di quanto si aspettasse. Ciononostante, ottenne una vittoria a Racławice il 4 aprile 1794, dove cambiò le sorti guidando personalmente una carica di fanteria di volontari contadini armati di falce (kosynierzy). Tuttavia, la sconfitta russa non si rivelò strategicamente significativa e le forze russe costrinsero presto Kościuszko a ritirarsi verso Cracovia. Vicino a Połaniec ricevette rinforzi e si incontrò con altri capi della rivolta (ovvero Kołłątaj e Potocki); lì emise un'importante dichiarazione politica dell'insurrezione, il cosiddetto manifesto di Połaniec, in cui affermava che i servi dovevano avere facoltà di disporre dei diritti civili e non si poteva più immaginare una Polonia in cui i loro obblighi di lavoro fossero compiuti con ritmi così estenuanti come in passato (corvée). Nel frattempo, i russi emisero una cospicua taglia sulla testa di Kościuszko, da consegnare "vivo o morto".
A giugno, i prussiani avevano cominciato ad aiutare attivamente i russi e il 6 giugno 1794 Kościuszko combatté una battaglia difensiva contro una forza prussiano-russa a Szczekociny. Alla fine di giugno, per diverse settimane, difese Varsavia, controllata dagli insorti: il 28 giugno, nella medesima città, alcuni catturarono e impiccarono il vescovo Ignacy Massalski e altre sei persone. Kościuszko rimproverò il gesto pubblicamente, scrivendo poi in una delle sue missive: "Quello che è successo ieri a Varsavia ha riempito il mio cuore di amarezza e dolore", e sollecitò inoltre che presto si potesse auspicare a uno Stato di diritto. La mattina del 6 settembre, le forze prussiane si ritirarono per sopprimere una sollevazione in corso nella Grande Polonia, revocando l'assedio di Varsavia. Il 10 ottobre, durante una sortita contro un nuovo attacco russo, Kościuszko fu ferito e catturato nella battaglia di Maciejowice: fatto prigioniero dai russi, giunse a Pietroburgo nella fortezza di Pietro e Paolo. Poco dopo, l'insurrezione si concluse a Praga, dove, secondo un testimone russo contemporaneo, le truppe dello zarato massacrarono 20.000 abitanti di Varsavia. La successiva e finale spartizione della Polonia pose fine all'esistenza di uno stato sovrano polacco e lituano per i successivi 123 anni.

### Anni successivi

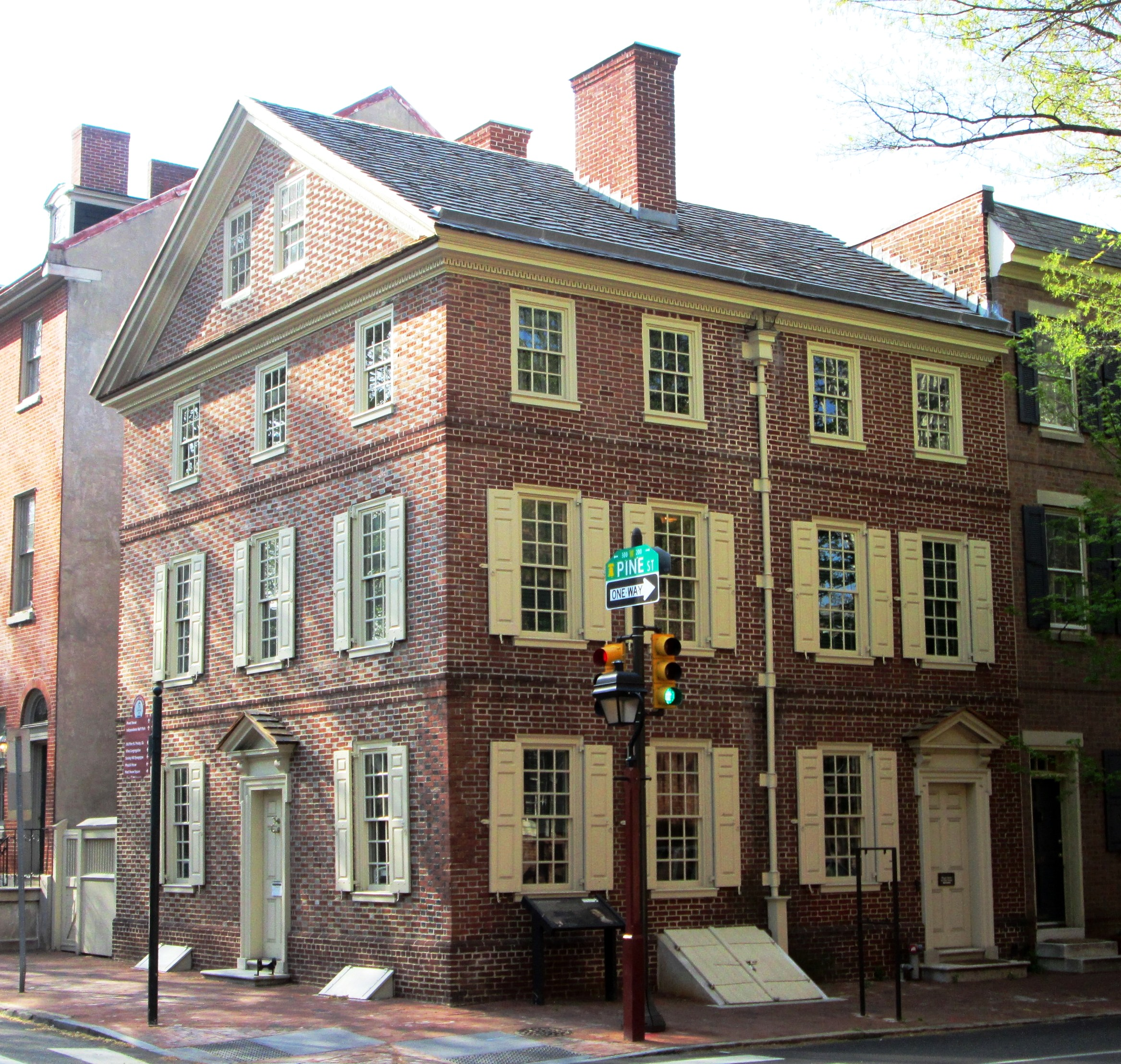
La casa a Filadelfia dove Kościuszko soggiornò nel 1797

La morte della zarina Caterina la Grande il 17 novembre 1796 coincise con un cambiamento nelle politiche della Russia verso la Polonia. Il 28 novembre, lo zar Paolo I, che disprezzava i modi e i metodi dell'imperatrice precedente, perdonò Kościuszko e lo liberò dopo che questi aveva prestato giuramento di lealtà. Paolo promise di liberare tutti i prigionieri politici polacchi detenuti nelle carceri russe e in Siberia. Lo zar diede a Kościuszko 12.000 rubli, che il polacco più tardi, nel 1798, tentò di restituire, rinunciando anche al giuramento.
Kościuszko partì per gli Stati Uniti da Stoccolma facendo tappa a Londra e poi a Bristol, dove il 17 giugno 1797 salpò per giungere infine a Filadelfia il 18 agosto. Benché accolto da popolazione, più diffidente appariva il governo americano, controllato da federalisti che non vedeva di buon occhio Kościuszko per la sua precedente affiliazione al Partito Democratico-Repubblicano.
Nel marzo 1798 Kościuszko ricevette un pacco di lettere dall'Europa. Una di esse si rivelò per lui sconcertante, facendolo, ancora nelle sue precarie condizioni per via della ferita, balzare dal suo divano e zoppicare senza alcuna assistenza al centro della stanza, esclamando al generale Anthony Walton White, "Io deve tornare subito in Europa!". La lettera in questione conteneva notizie che il generale polacco Jan Henryk Dąbrowski e soldati polacchi stavano combattendo in Francia sotto Napoleone e che la sorella di Kościuszko aveva mandato i suoi due nipoti a nome di Tadeusz a servire tra le file francesi. In quel periodo, Kościuszko ricevette altresì la notizia che Talleyrand cercava l'approvazione morale e pubblica del veterano della guerra d'indipendenza americana per la lotta francese contro una delle potenze responsabili delle spartizioni della Polonia, la Prussia.
Il richiamo della famiglia e della patria richiamò Kościuszko verso il Vecchio Continente, in quanto si consultò immediatamente con l'allora Vicepresidente degli Stati Uniti d'America Thomas Jefferson, il quale gli procurò un passaporto sotto falso nome e organizzò la sua partenza segreta per la Francia. Kościuszko non sollevò alcuna richiesta né per Julian Ursyn Niemcewicz, suo ex compagno d'armi oltre che di prigionia a Pietroburgo, né per il suo servitore, lasciandogli solo del denaro.
Altri fattori contribuirono alla sua partenza: le sue connessioni con i transalpini lo rendevano vulnerabile alla deportazione o alla reclusione secondo i termini degli Alien and Sedition Acts. Jefferson temeva che gli Stati Uniti e la Francia fossero sull'orlo della guerra dopo l'affare XYZ e lo consideravano un inviato informale. Kościuszko scrisse in seguito: "Jefferson ha ritenuto che sarei stato l'intermediario più efficace nel portare un accordo con la Francia, ragion per cui ho accettato la missione, anche se senza alcuna autorizzazione ufficiale".

#### Cessione dei possedimenti americani
Prima che Kościuszko salutasse gli USA, aderì alla massoneria, riscosse finalmente la paga arretrata, redisse un testamento e lo affidò a Jefferson come esecutore testamentario. Kozciuszko e Jefferson erano diventati amici nel 1797 e, da allora in poi per vent'anni si tennero contatto in uno spirito di reciproca ammirazione. Jefferson faceva notare di lui che era "il più puro figlio della libertà che abbia mai conosciuto". Dal canto suo, Kościuszko non mancò di affrontare questioni politiche inerenti anche alla sua terra di provenienza, tanto che in una lettera inviata all'indirizzo dello scienziato e politico, al fine di descrivere la complicata interna in cui versava la Polonia, si auto-definì "l'unico polacco rimasto", essendo tutti gli altri condizionati dalla volontà di potenze straniere. Nel testamento, Kościuszko lasciò il suo patrimonio americano da vendere per comprare la libertà degli schiavi di colore, compresi quelli di Jefferson, e per educarli a una vita e a un lavoro indipendenti.
Diversi anni dopo la morte di Kościuszko, Jefferson, all'epoca settantasettenne, dichiarò di non essere in grado di agire come esecutore testamentario a causa della sua età e per le numerose complessità giuridiche del legato. Le ultime volontà del polacco rimasero oggetto di discussione e vincolate ai tribunali fino al 1856. Jefferson raccomandò il suo amico John Hartwell Cocke, ufficiale nell'esercito e anch'egli lui contrario alla schiavitù, come esecutore testamentario, ma pure Cocke rifiutò di adempiere al compito.
Il caso della proprietà americana di Kościuszko raggiunse la Corte suprema in tre diverse occasioni. Kościuszko aveva fatto stilare quattro testamenti, tre dei quali postdatati rispetto a quello americano.
Nessuno dei soldi che Kościuszko aveva stanziato per la manomissione e l'istruzione degli afroamericani negli Stati Uniti fu mai utilizzato a tale scopo. Sebbene il testamento americano non fu mai realizzato come definito, la sua eredità andò utilizzata per fondare un istituto educativo per afroamericani degli USA a Newark, nel 1826, che deve il suo nome proprio a Kościuszko.

#### Ritorno in Europa

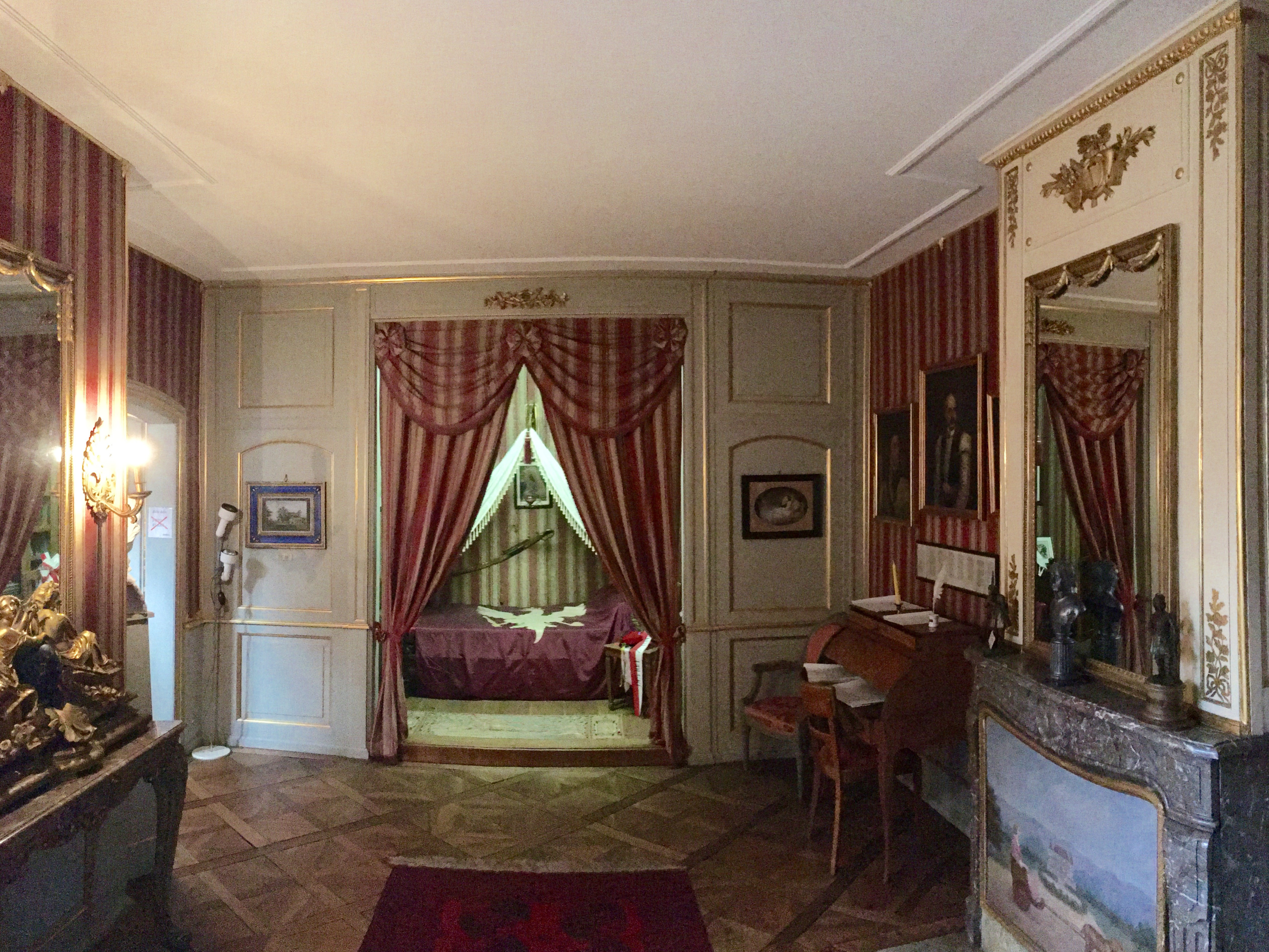
Ultima residenza di Kościuszko, a Soletta, in Svizzera, dove morì

Kościuszko arrivò a Bayonne, in Francia, il 28 giugno 1798; in quel momento, i piani di Talleyrand erano cambiati e non lo consideravano più come rilevante. Kościuszko rimase comunque politicamente attivo nei circoli di emigrati polacchi in Francia, e il 7 agosto 1799 aderì alla Società dei repubblicani polacchi (Towarzystwo Republikanów Polskich). Rifiutò l'incarico offerto di comandare le Legioni polacche in formazione per il servizio con la Francia, riuscendo ciononostante, il 17 ottobre e il 6 novembre 1799, a incontrare Napoleone Bonaparte, il quale lo bollò alla stregua di un "pazzo" che "sopravvalutava la sua influenza" in Polonia. Dal canto suo, Kościuszko non gradiva il còrso per le sue aspirazioni dittatoriali e lo chiamava "impresario della Repubblica [francese]". Nel 1807 Kościuszko si stabilì nel castello di Berville, vicino a La Genevraye, prendendo per un po' le distanze dalla politica.
Kościuszko non credeva che Napoleone avrebbe ripristinato la sovranità della Polonia in una forma duratura. Quando le forze di Napoleone giunsero alle porte della Polonia, Kościuszko gli scrisse una lettera, chiedendo delle garanzie per la costituzione di una democrazia parlamentare e di confini nazionali, sia pur provvisori, ma l'imperatore lo ignorò. Kościuszko ne dedusse che quando fu creato il Ducato di Varsavia nel 1807, questo aveva la sola funzione di espediente e non di atto volto a provare la sincera volontà di ripristinare la sovranità polacca. Di conseguenza, Kościuszko non si trasferì nel Ducato di Varsavia né si unì al nuovo esercito appena allestito, alleato di Napoleone.
Terminata la parentesi napoleonica, il militare polacco incontrò lo zar di Russia Alessandro I a Parigi e poi a Braunau, in Svizzera. Il russo sperava che Kościuszko si potesse convincere a tornare in Polonia mostrandogli il progetto finalizzato a creare un nuovo Stato alleato della Russia, il Regno del Congresso. In cambio dei suoi potenziali servigi, Kościuszko chiedeva riforme sociali e ripristino del territorio, almeno fino ai fiumi Dvina e Dnepr a est. Tuttavia, poco dopo, a Vienna, Kościuszko apprese che il Regno del Congresso, che sarebbe stato poi creato dallo zar, avrebbe ricoperto una superficie ancor minore del precedente Ducato di Varsavia: una volta saputolo, definì una tale entità territoriale "uno scherzo".
Il 2 aprile 1817, Kościuszko emancipò i contadini nelle sue terre rimanenti in Polonia, ma lo zar Alessandro non lo permise. Di salute cagionevole e ancora dolorante per vecchie ferite, il 15 ottobre 1817, Kościuszko morì a Soletta all'età di 71 anni dopo essere caduto da cavallo, aver avuto la febbre e subito un ictus pochi giorni più tardi.

### Funerali

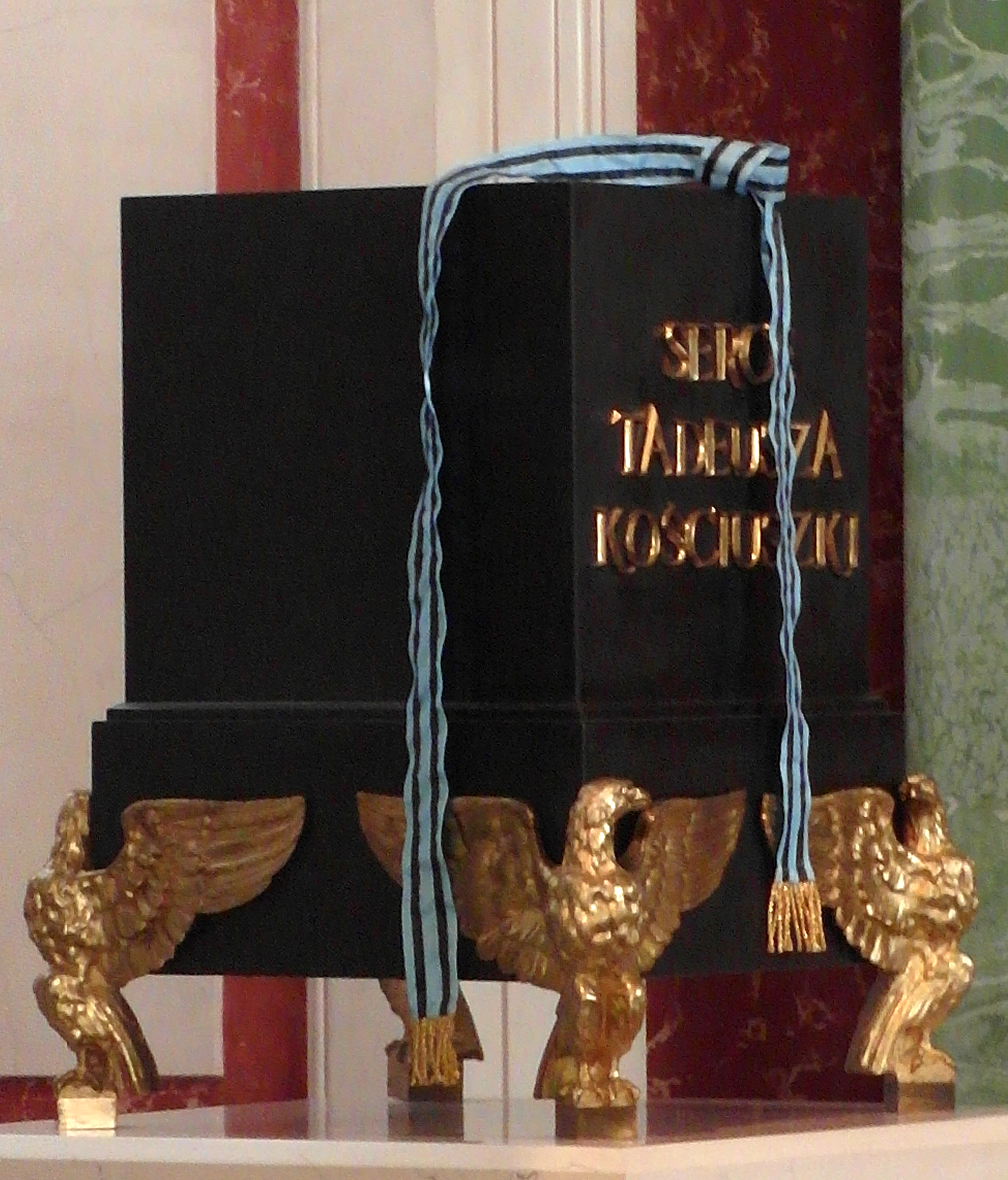
L'urna contenente il cuore di Kościuszko custodita presso il Castello Reale di Varsavia

Il primo funerale di Kościuszko si tenne il 19 ottobre 1817, in un'ex chiesa dei Gesuiti a Soletta. Man mano che la notizia della sua morte si diffondeva, nella Polonia di recente smembrata si svolsero messe e celebrazioni commemorative. Il suo corpo imbalsamato fu deposto in una cripta della chiesa di Soletta, andando poi, l'11 aprile 1818, trasferito a Cracovia e posizionato nella chiesa di San Floriano. Il 22 giugno 1818 o il 23 giugno 1819 (la data è incerta), al rintocco della campana Sigismondo e allo sparo dei cannoni, la salma venne collocata in una cripta della Cattedrale del Wawel, un pantheon dei re polacchi e degli eroi nazionali.
Gli organi interni di Kościuszko, rimossi durante l'imbalsamazione, furono sepolti separatamente in un cimitero a Zuchwil, vicino a Soletta, dove giacciono ancora oggi. Una grande lapide commemorativa fu eretta nel 1820, accanto a una cappella commemorativa polacca. Tuttavia, il suo cuore non fu sepolto con gli altri organi, ma conservato in un'urna funeraria presso il museo polacco localizzato a Rapperswil, sempre in Svizzera. Il cuore, insieme al resto dei beni del Museo, viaggiò fino a Varsavia nel 1927, dove ancora adesso riposa in una cappella appositamente allestita presso il Castello Reale.

## Influenza culturale
Proclamato e acclamato come eroe nazionale in Polonia, Stati Uniti d'America, Bielorussia e Lituania, lo storico polacco Stanisław Herbst affermò nel Dizionario biografico polacco del 1967 sulla sua figura che si poteva trattare del polacco più popolare del mondo. Esistono monumenti a lui dedicati in varie città e nazioni, a cominciare dal tumulo di Kościuszko a Cracovia, eretto nel 1820-1823 da uomini, donne e bambini che portarono la terra dai campi di battaglia dove aveva combattuto. Sia il ponte Thaddeus Kosciusko, un ponte ad arco a via intermedia situato sul fiume Mohawk ad Albany e completato nel 1959 che il ponte Kosciuszko, costruito nel 1939 a New York City, devono il loro nome al generale polacco. Questa seconda struttura è stata parzialmente sostituita nell'aprile 2017 da una nuova omonima, con un ponte aggiuntivo inaugurato nell'agosto 2019.
La residenza di Filadelfia del 1796 di Kościuszko ospita attualmente il memoriale nazionale a lui dedicato, il meno esteso parco nazionale americano gestito dal National Park System. Un'agenzia culturale polaccoamericana, la Kosciuszko Foundation, con sede a New York City, nacque nel 1925. Un museo dedicato al polacco ha sede nella sua ultima residenza, a Soletta, in Svizzera.
Un gruppo di unità dell'aeronautica polacca ha portato in passato la designazione di "Squadriglia di Kościuszko", così come durante la seconda guerra mondiale una fregata della marina polacca (ORP Gen. T. Kościuszko) e la 1ª divisione di fanteria erano note come Tadeusz Kościuszko. In onore del militare è stato anche intitolato un asteroide, il 90698 Kościuszko.
Uno dei primi esempi di romanzo storico nella letteratura contemporanea, Taddeo di Varsavia, si concentrava su Kościuszko e l'autrice era la scozzese Jane Porter nel 1803; rivelatosi molto popolare, in particolare negli USA, il libro ha fatto registrare oltre ottanta edizioni nel XIX secolo. Un'opera intitolata Kościuszko nad Sekwaną (Kościuszko alla Senna), scritta nei primi anni 1820, con musiche di Franciszek Salezy Dutkiewicz e libretto del poeta Konstanty Majeranowski. I lavori successivi comprendevano drammi di compositori quali Apollo Korzeniowski, Justyn Hoszowski e Władysław Ludwik Anczyc, tre romanzi rispettivamente pubblicati da Józef Ignacy Kraszewski, Walery Przyborowski e Władysław Reymont e lavori di Maria Konopnicka. Kościuszko appare anche nella letteratura non polacca, tra cui un sonetto di Samuel Taylor Coleridge, un altro di Leigh Hunt, poesie di John Keats e Walter Savage Landor, e un'opera di Karl von Holtei.
Nel 1933 l'ufficio postale degli Stati Uniti emise un francobollo commemorativo raffigurante un'incisione del Generale di brigata Thaddeus Kosciuszko, una statua localizzata a Lafayette Square, a Washington, vicino alla Casa Bianca e di recente imbrattata dai manifestanti nel corso delle proteste avvenute a seguito della morte di George Floyd. Un francobollo speciale è stato emesso in occasione del 150º anniversario della naturalizzazione di Kościuszko come cittadino americano, ma anche la Polonia ha reso accessibili diversi francobolli in suo onore: più di recente, nel 1995, si è unita alla lista la Bielorussia. La figura del generale è comparsa anche sugli złoty polacchi, sia su monete (ad esempio i 10 centesimi in vigore del 1969 al 1973) che su banconote (si pensi a quella da 500).
Tra le statue erette in memoria di Kościuszko in Polonia, la più importante è quella di Cracovia (realizzata da Leonard Marconi), distrutta dalle forze tedesche durante l'occupazione della seconda guerra mondiale e poi sostituita con una replica inviata dalla Germania nel 1960. Quella presente a Łódź è frutto del lavoro dello scultore Mieczysław Lubelski. Negli USA figurano quelle di Boston, West Point, Filadelfia (di Marian Konieczny), Detroit (una replica della statua di Cracovia di Leonard Marconi), Washington, Chicago, Milwaukee e Cleveland, mentre in Svizzera è presente a Soletta. Kościuszko è stato oggetto di ritratti da parte di artisti quali Richard Cosway, Franciszek Smuglewicz, Michał Stachowicz, Juliusz Kossak e Jan Matejko. La versione monumentale del Panorama di Racławice dipinta da Jan Styka e Wojciech Kossak ha la finalità di immortalare il centenario della battaglia di Racławice del 1794. Un monumento commemorativo è stato altresì costruito a Minsk, la capitale bielorussa, nel 2005.

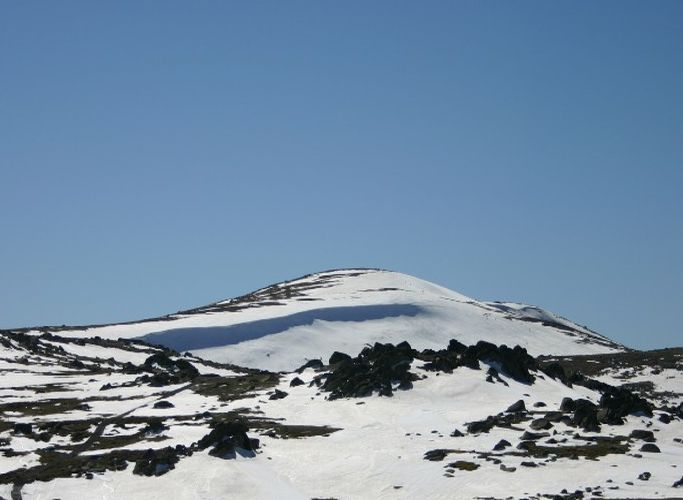
Monte Kosciuszko, la vetta più alta dell'Australia

Tra le località geografiche che devono il suo nome figura il monte Kosciuszko, la montagna più elevata dell'Australia: situata nell'area protetta dello Stato del Nuovo Galles del Sud, rientra nel parco nazionale omonimo. Si pensi inoltre all'isola di Kosciusko in Alaska, alla Contea di Kosciusko in Indiana e a numerose città, paesi, strade, scuole e parchi, in particolare negli Stati Uniti.
Per quanto concerne le opere storiche, la prima biografia dedicata a Kościuszko fu pubblicata nel 1820 da Julian Niemcewicz, che servì accanto a Kościuszko come suo aiutante di campo e fu anche imprigionato in Russia dopo la rivolta. Fiumi di inchiostro sono stati versati da allora a oggi, allo scopo di fare luce sull'affascinante e avventurosa vita del militare polacco anche riprendendo le pagine di Niemcewicz.

### Monumenti

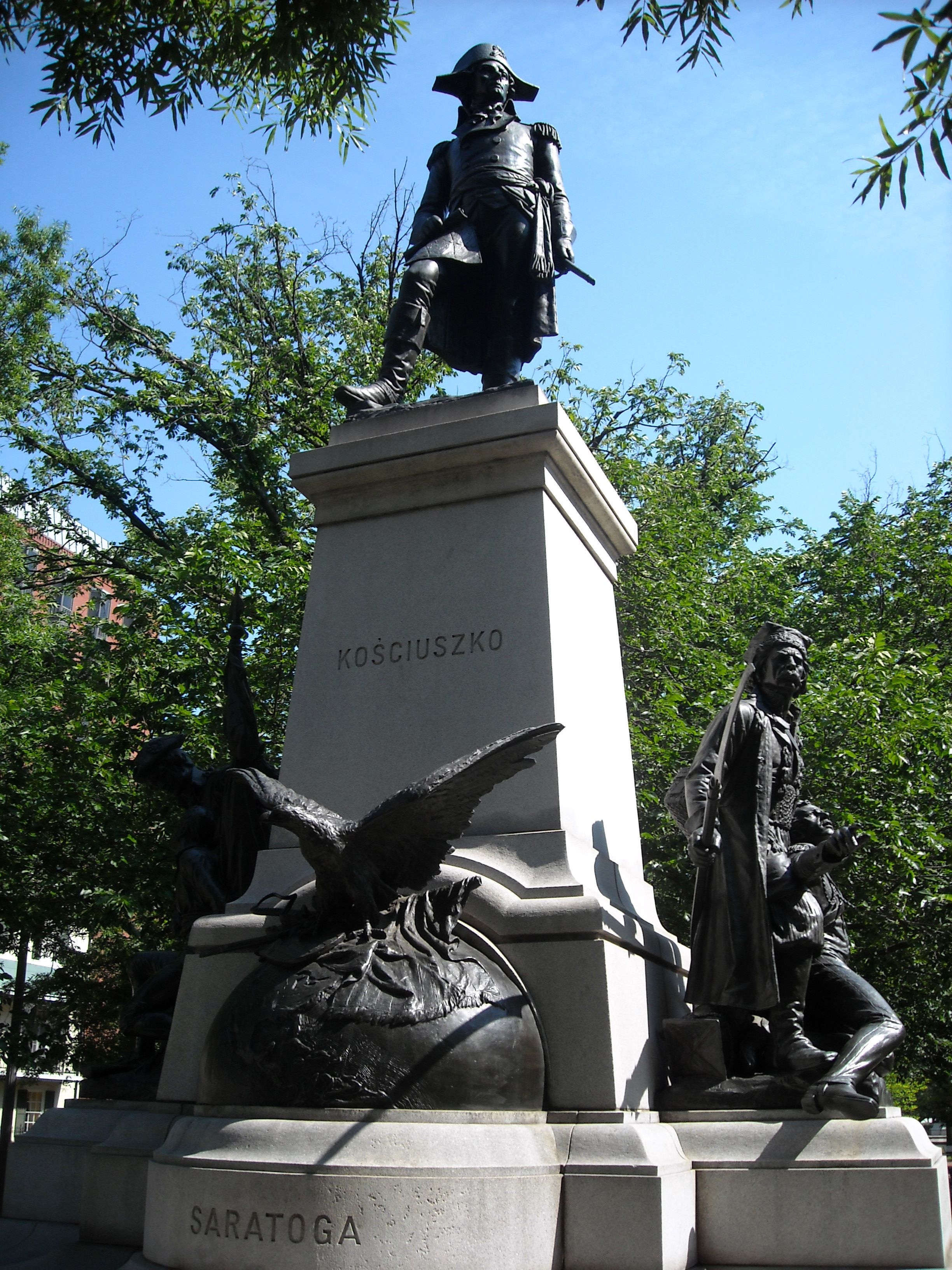
Lafayette Park, Washington
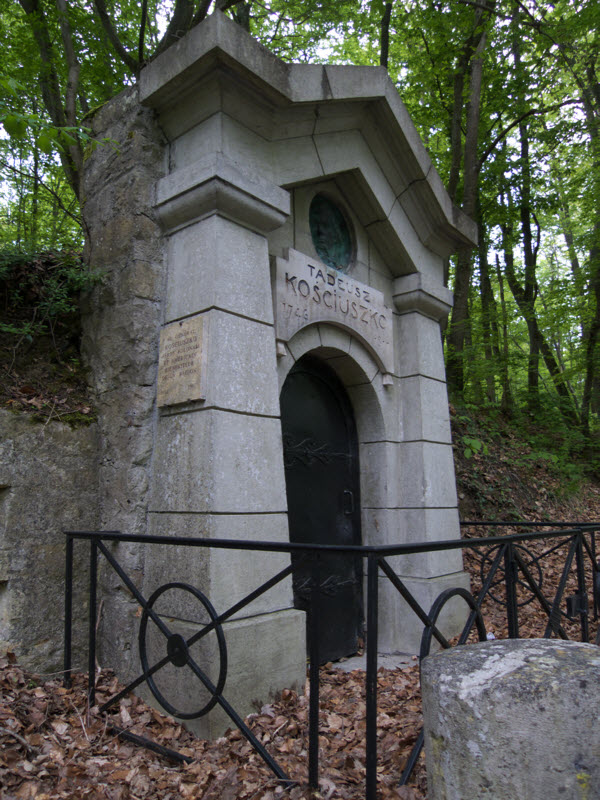
Montigny-sur-Loing
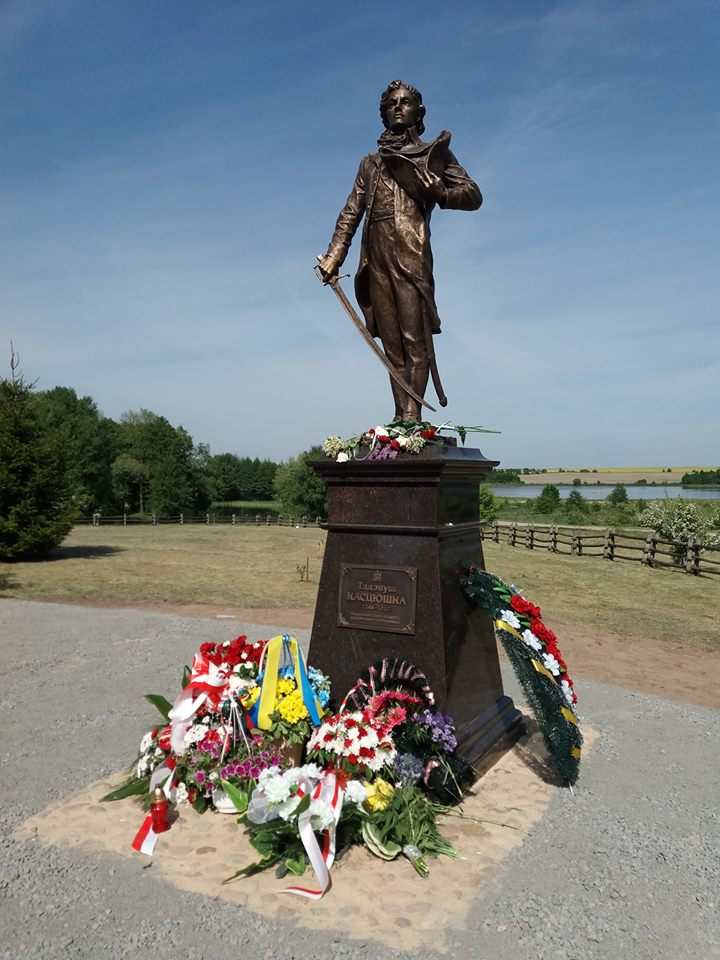
Mieračoŭščyna, Bielorussia
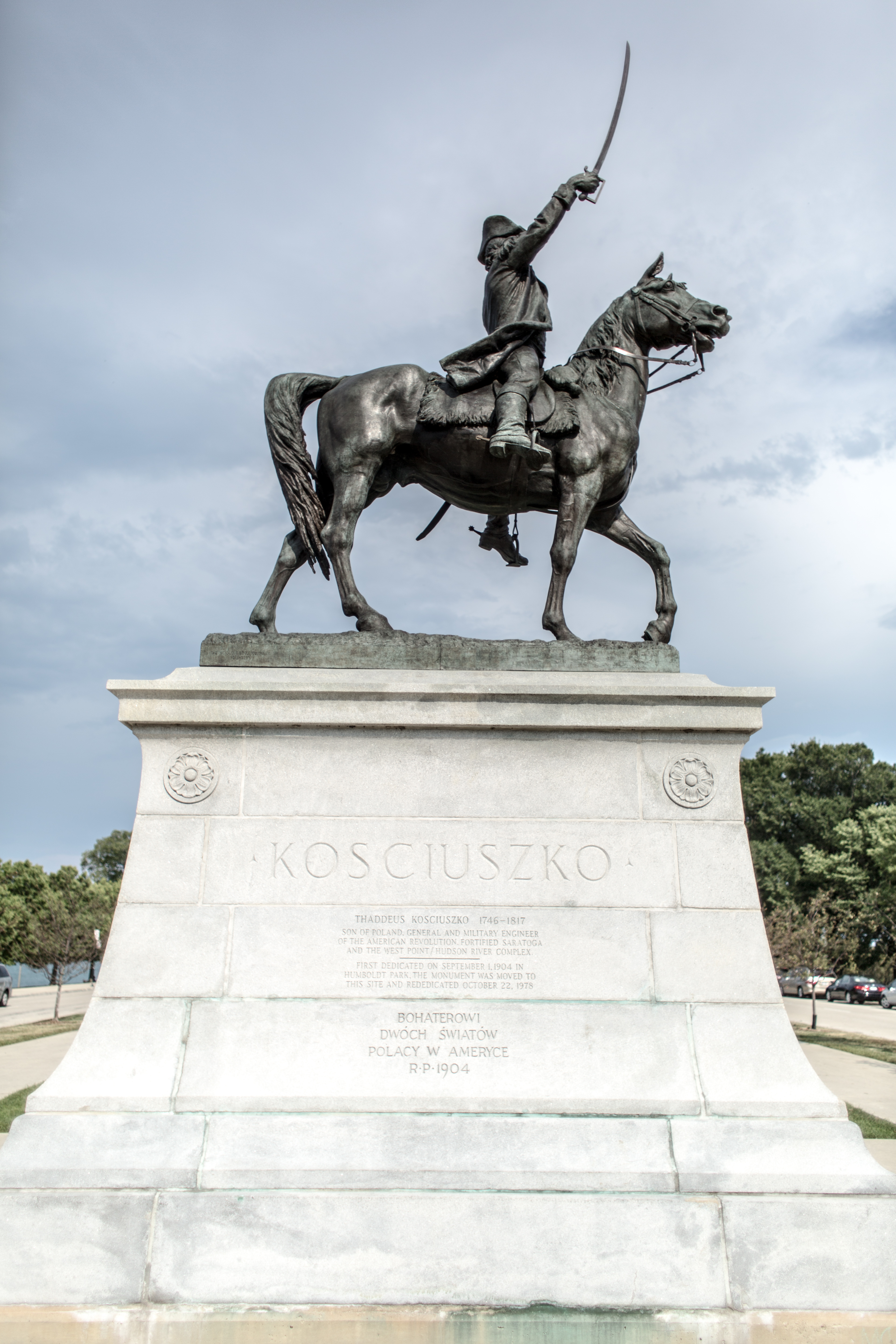
Chicago
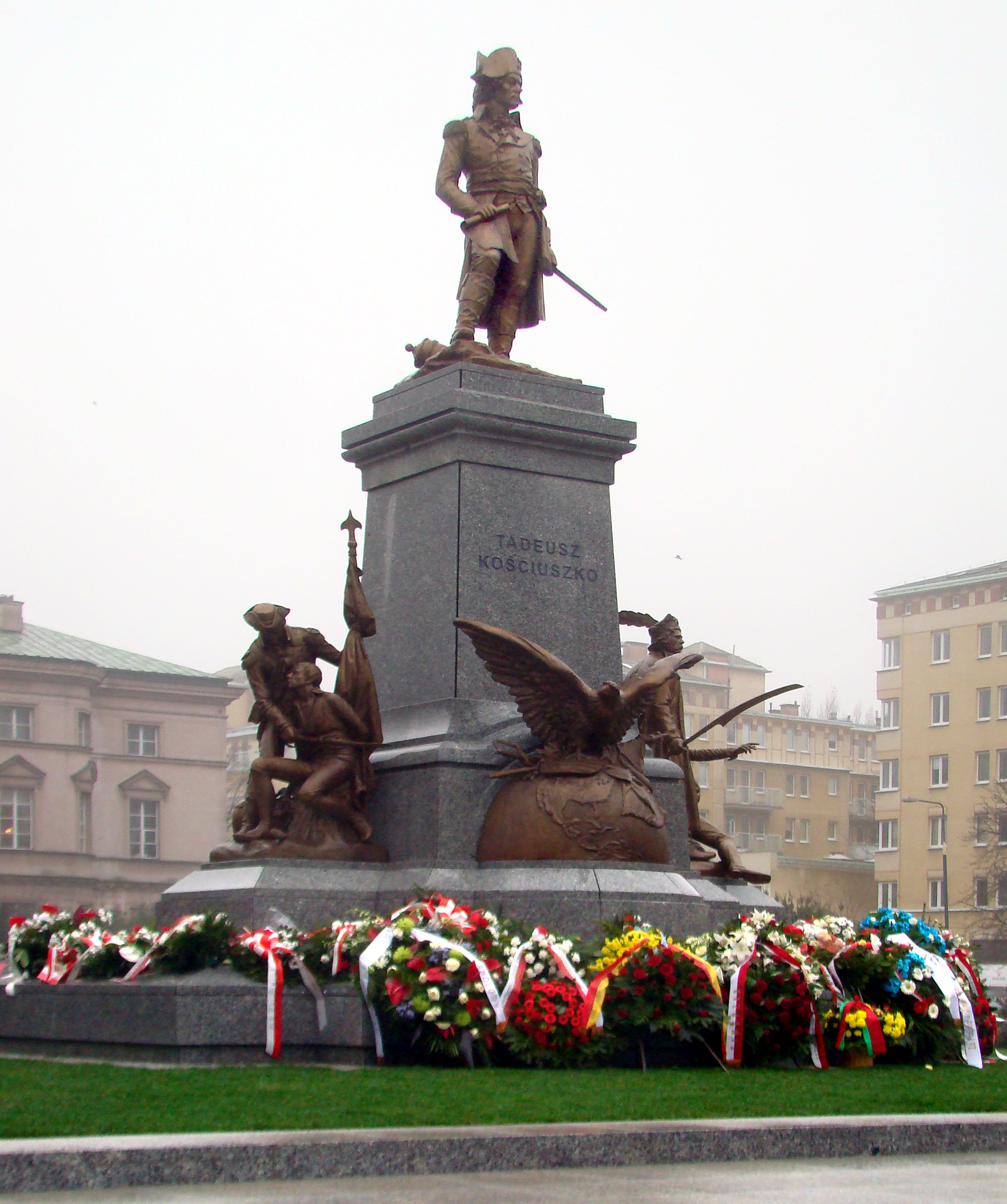
Varsavia
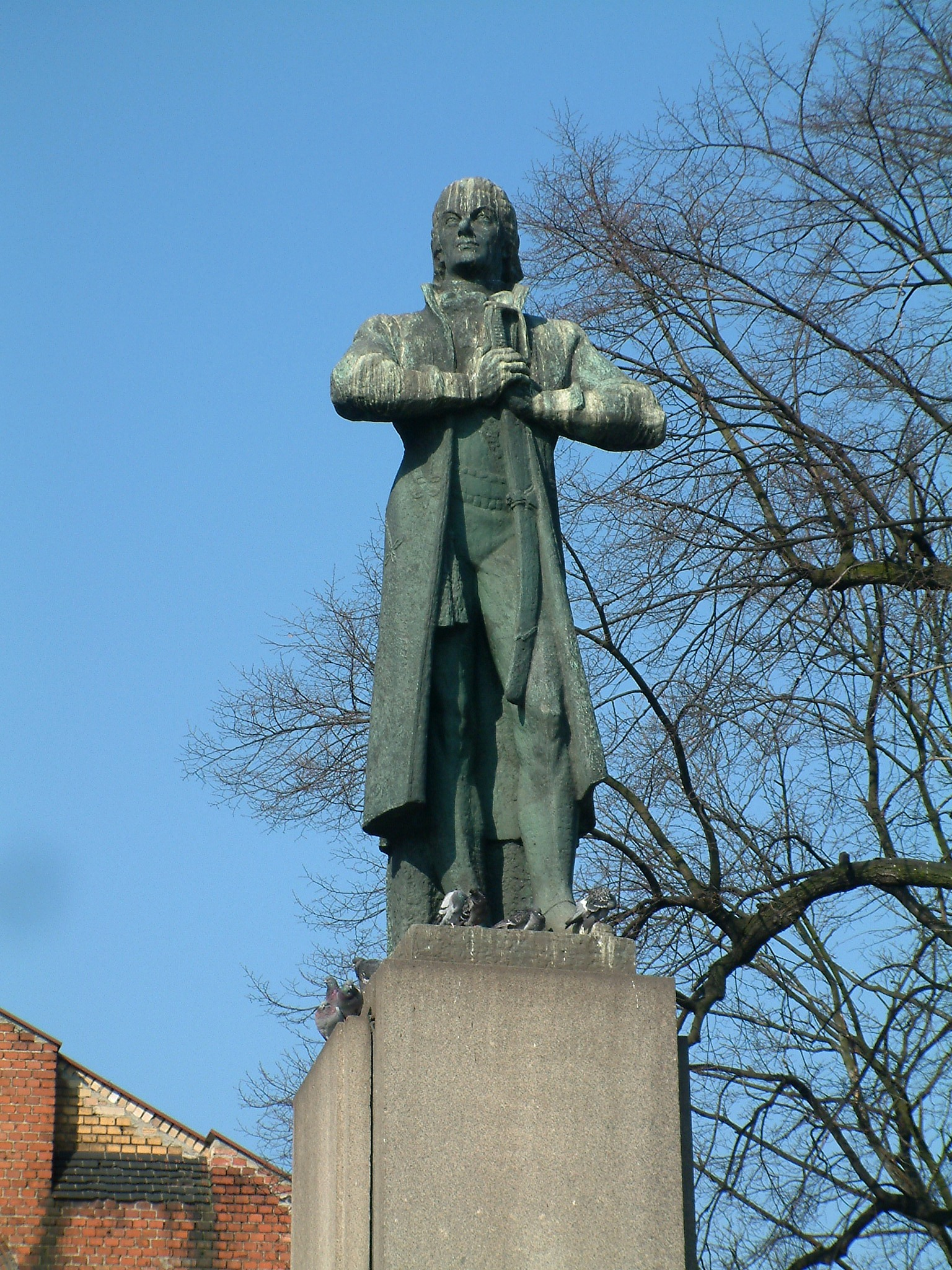
Poznań
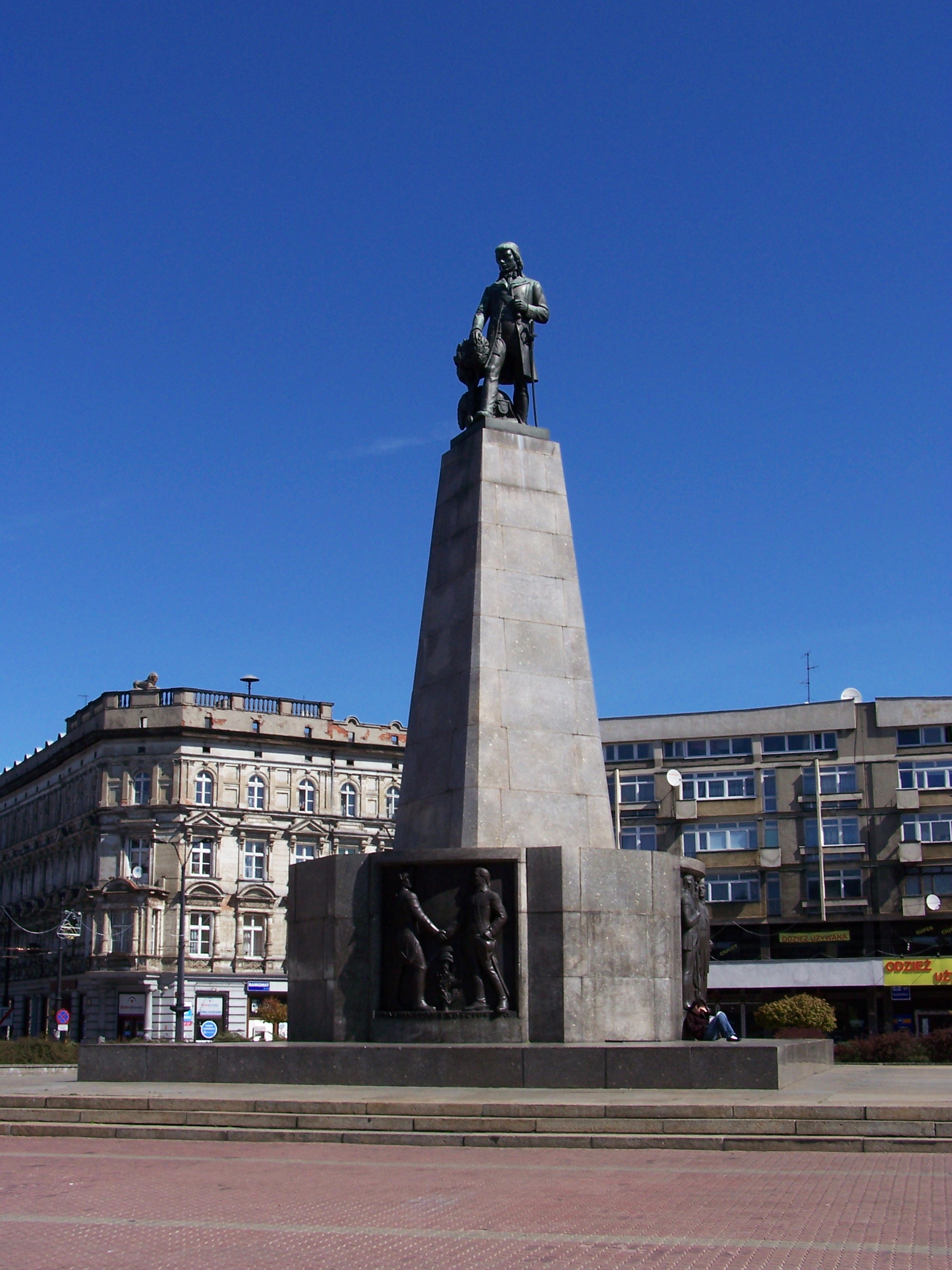
Łódź
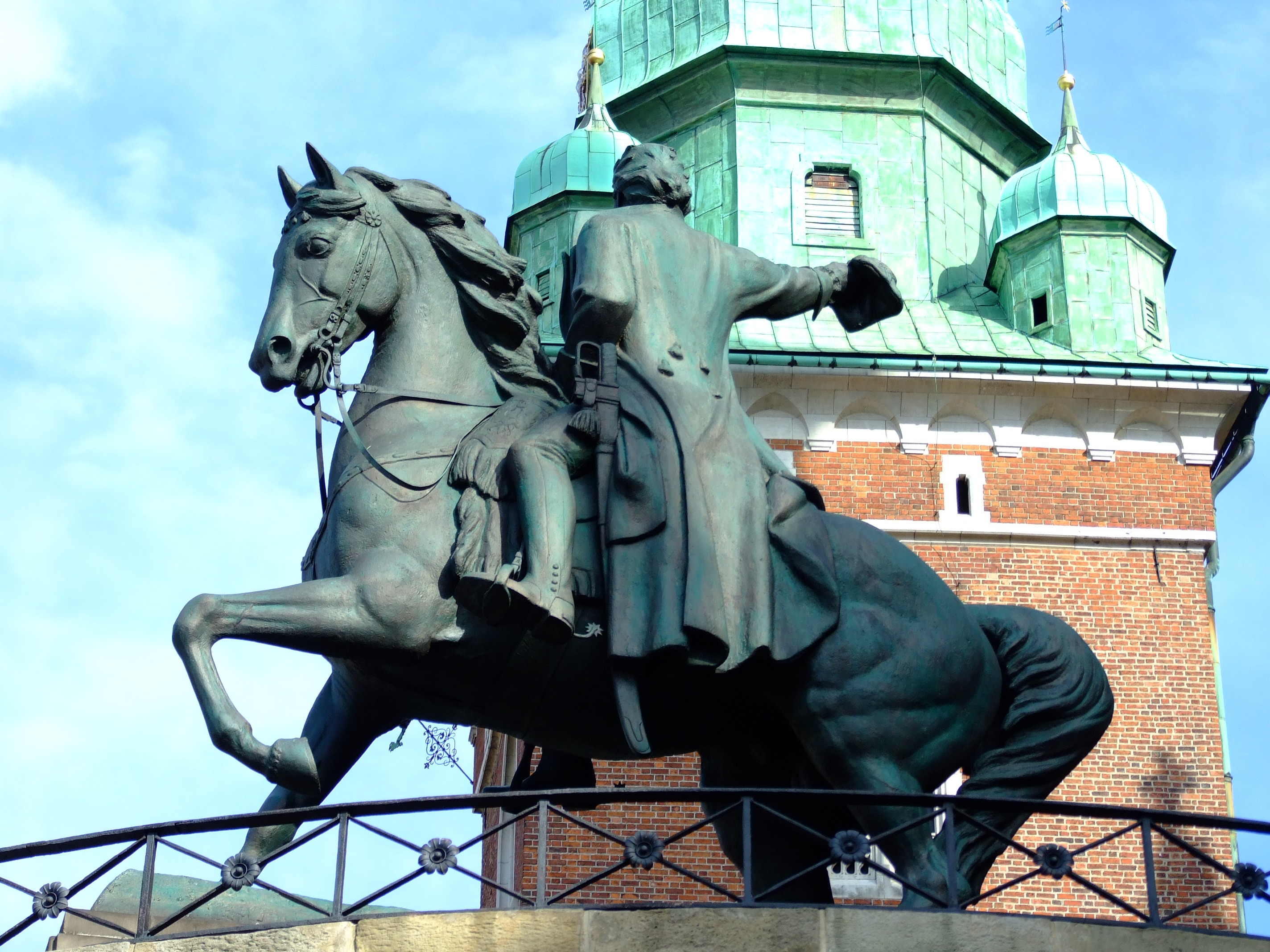
Cracovia, cattedrale del Wawel
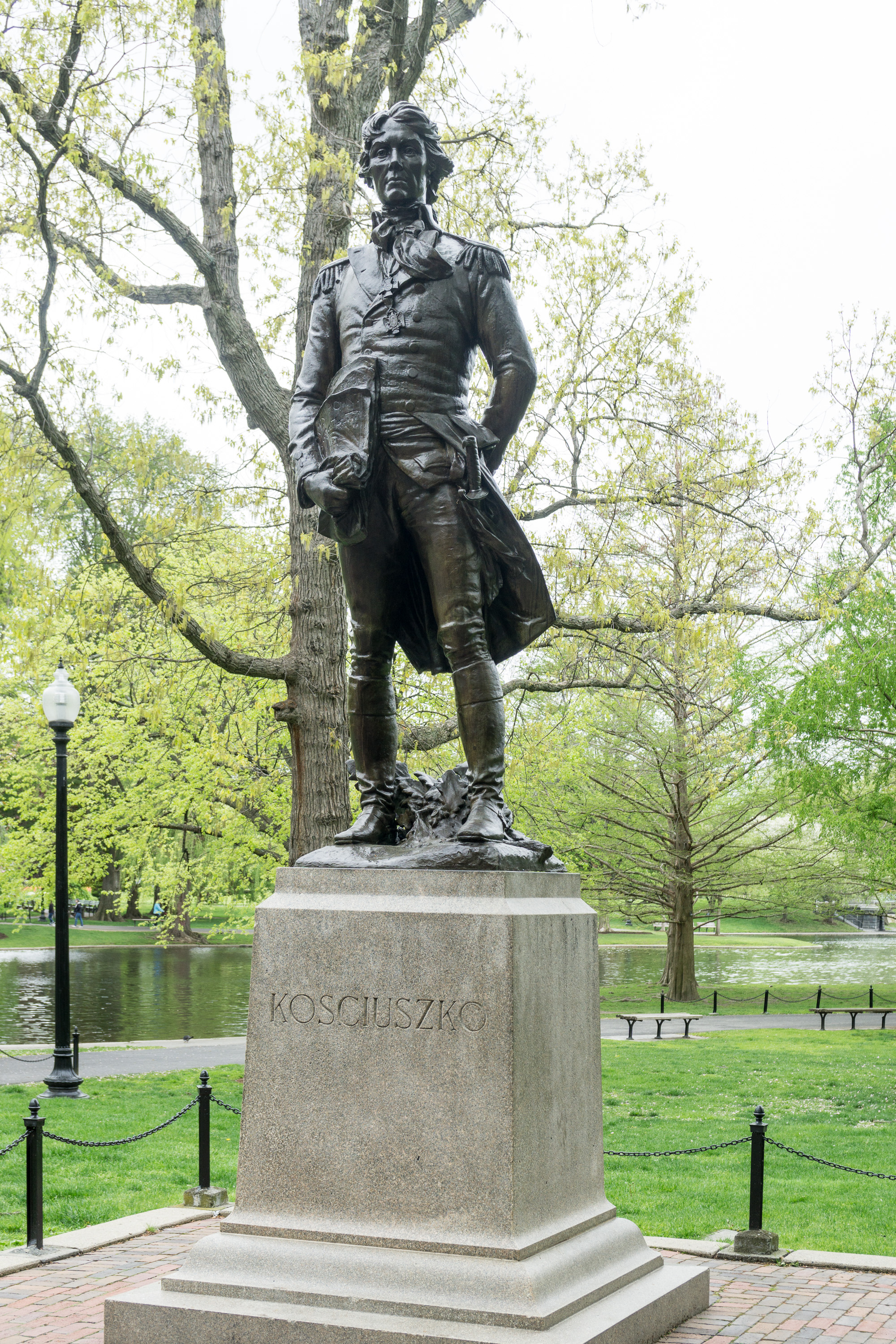
Boston
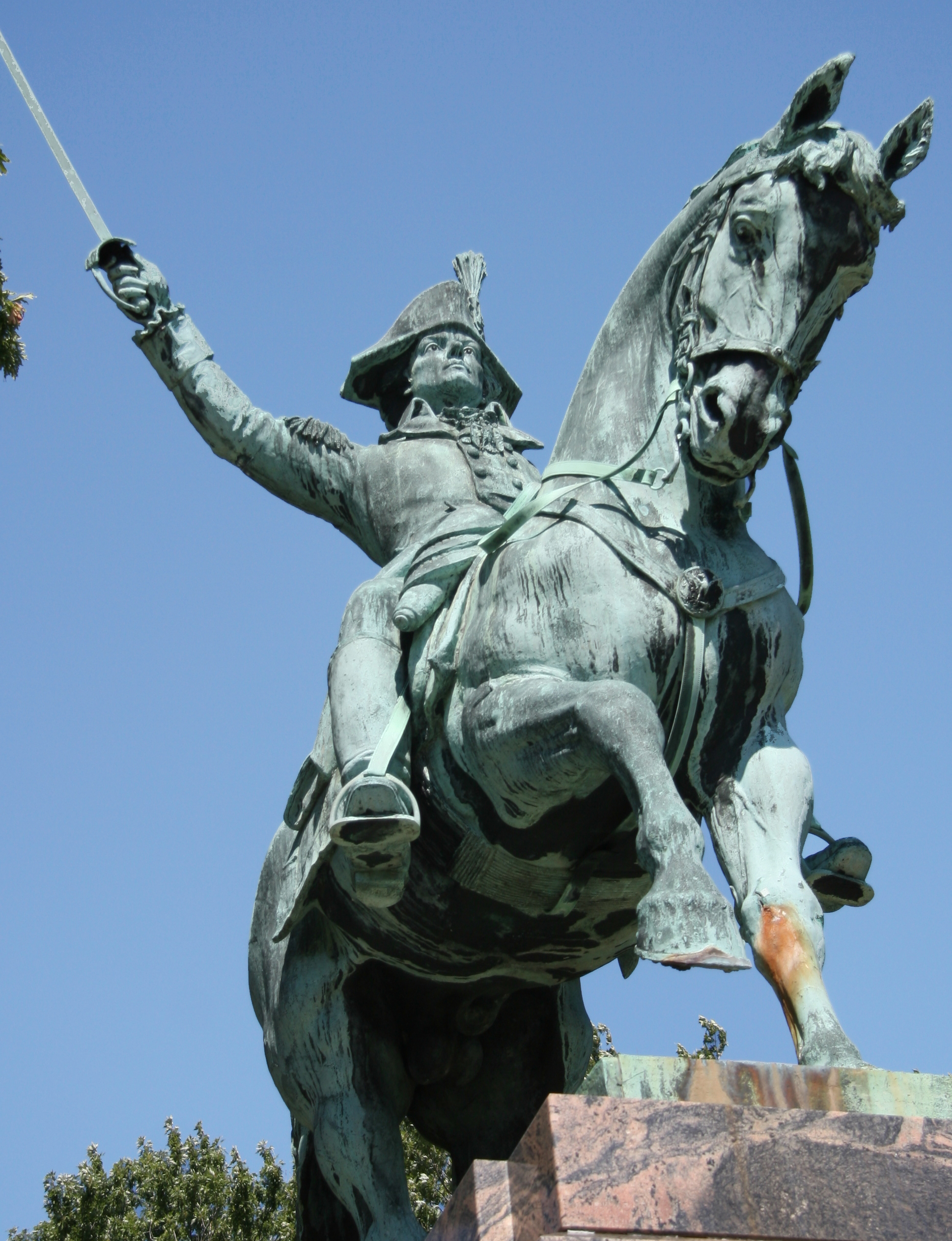
Milwaukee
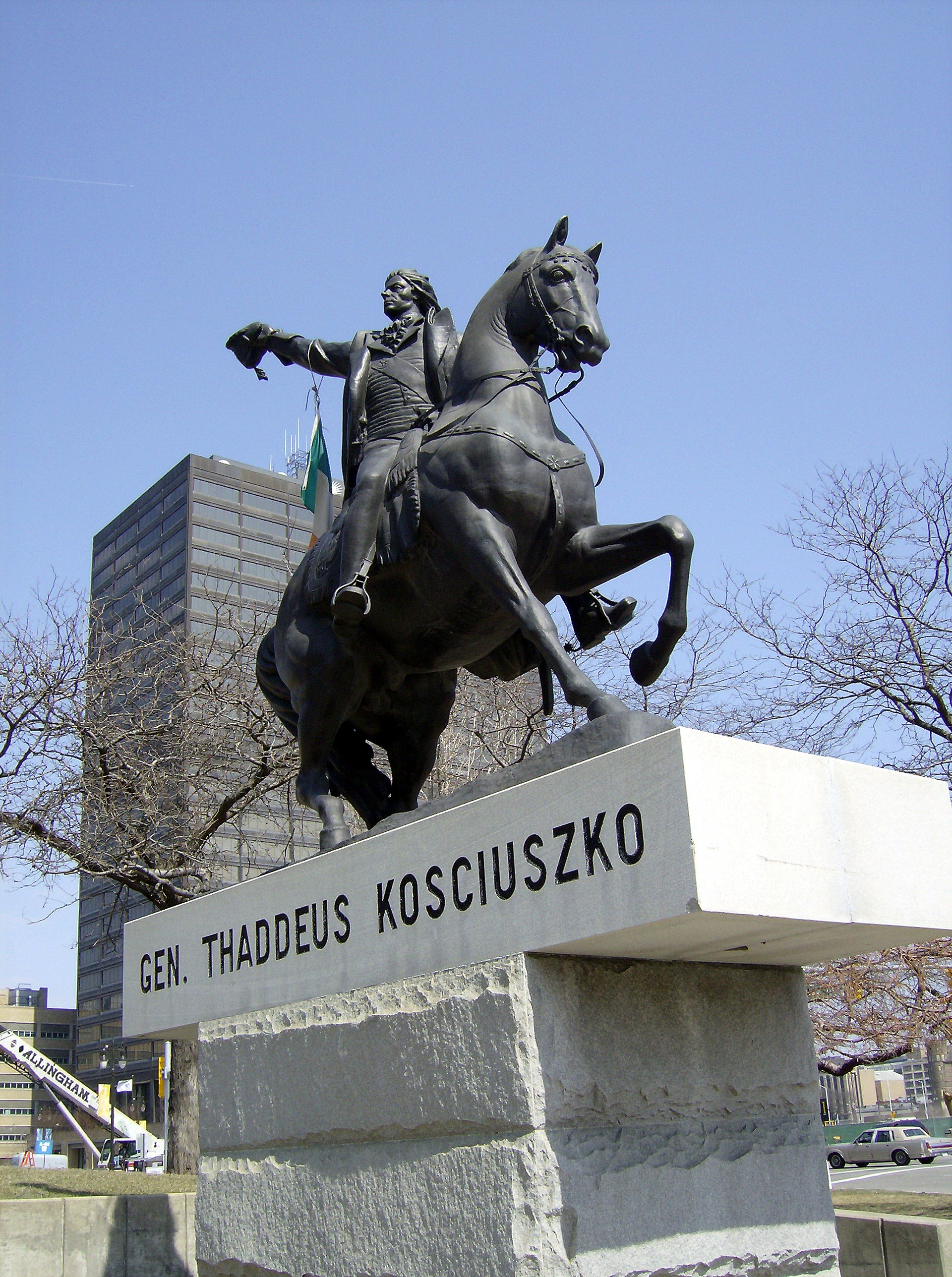
Detroit
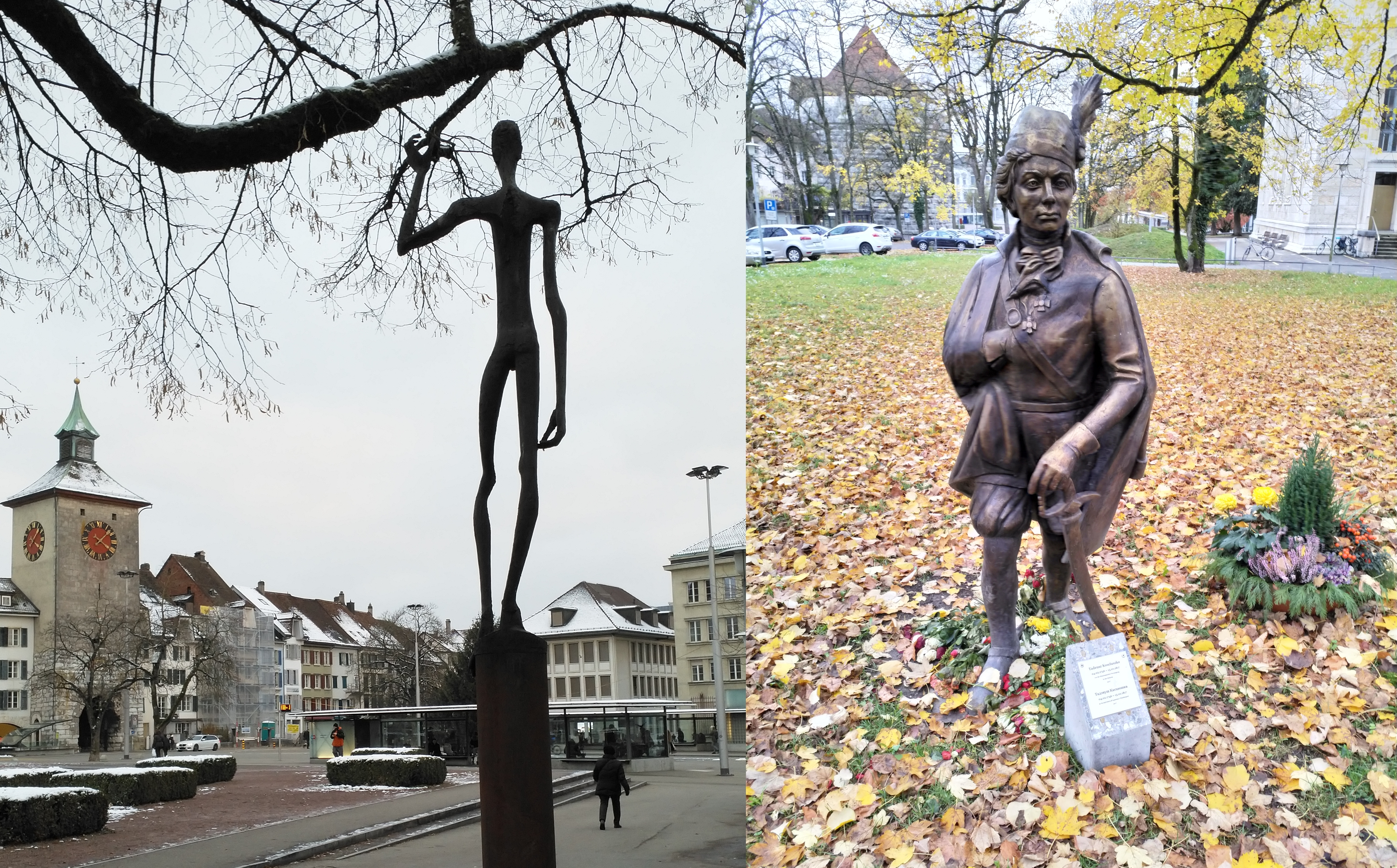
Soletta (Svizzera)
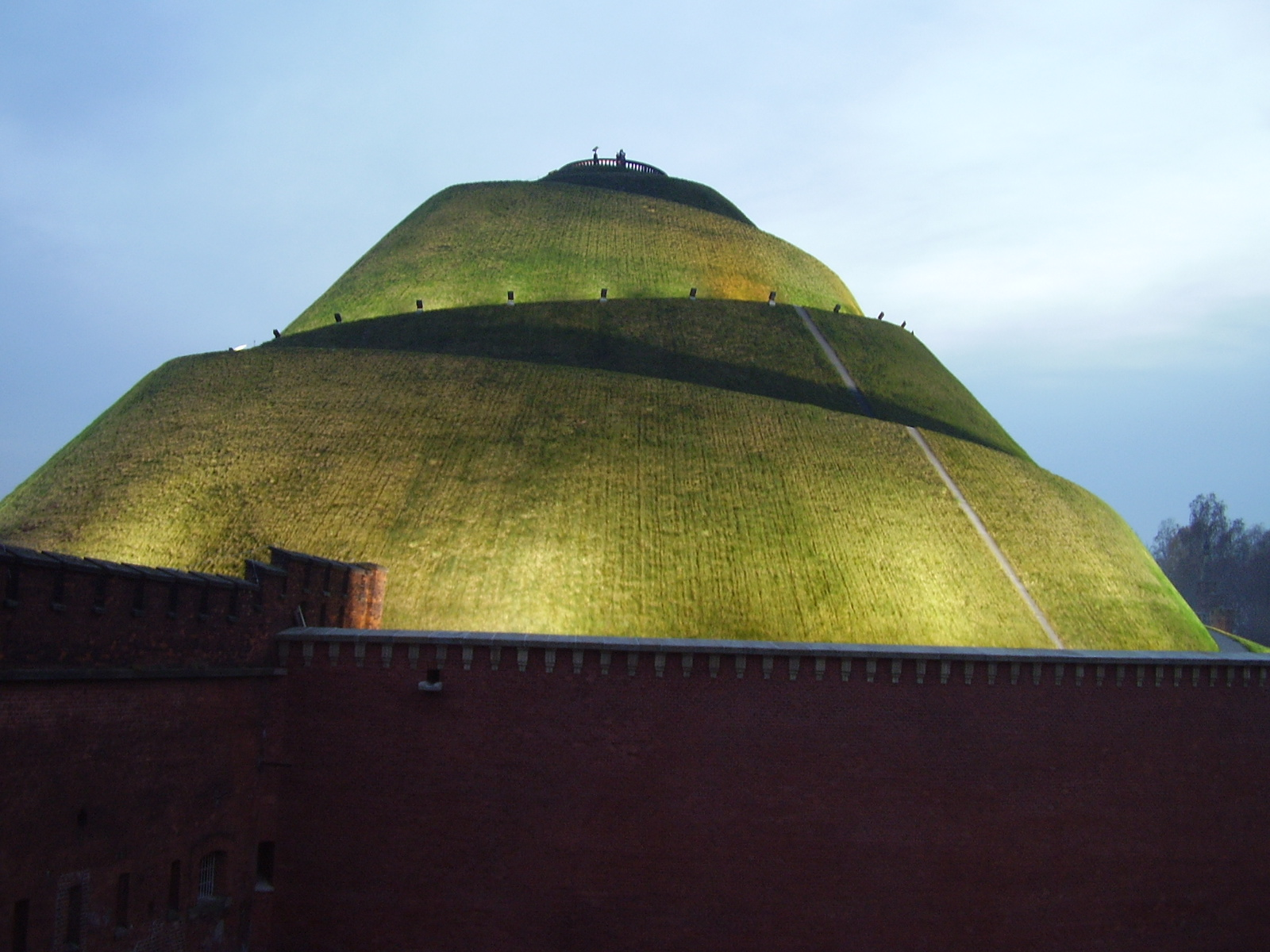
Il tumulo di Kościuszko, alto 34 m e situato a Cracovia
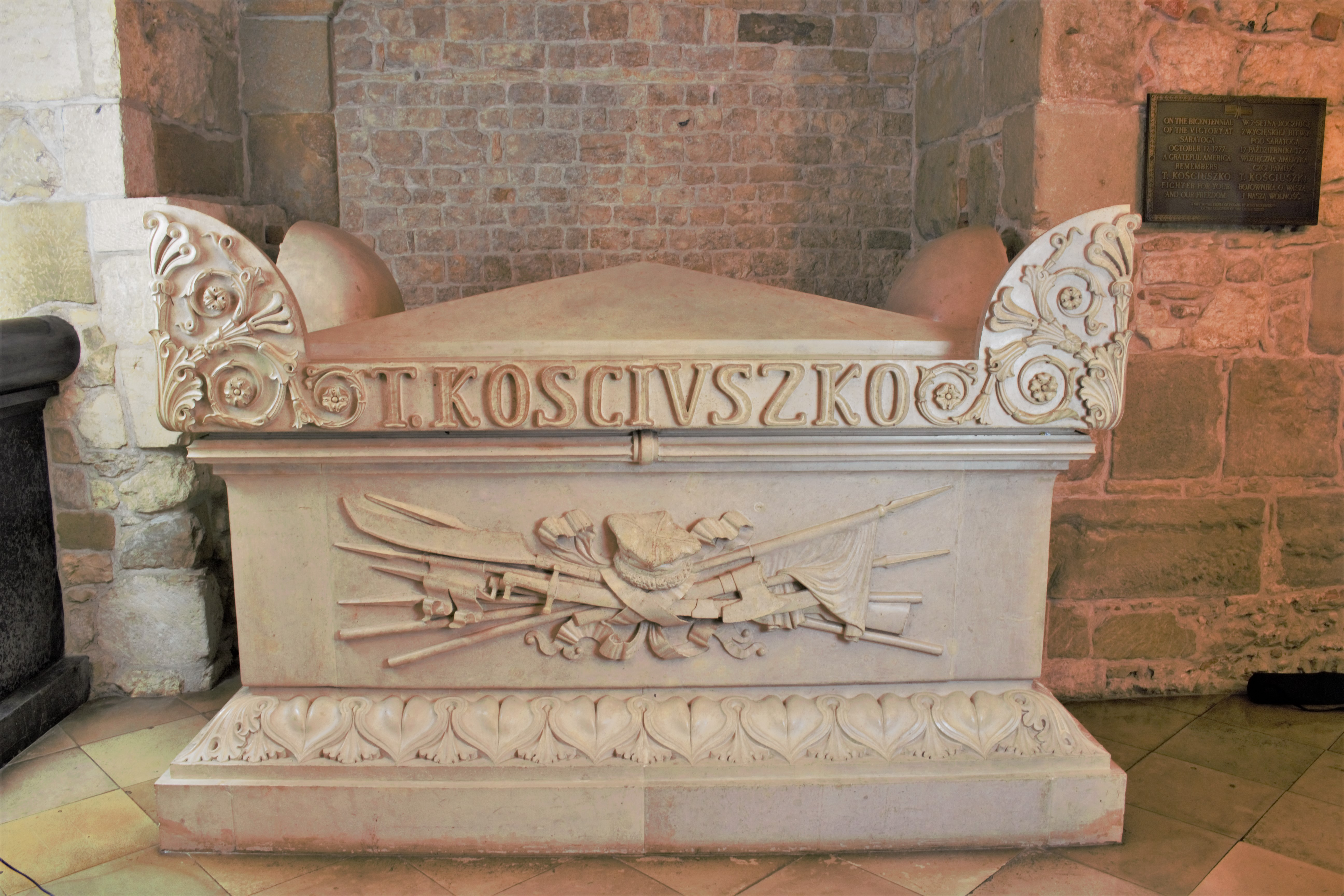
Tomba di Kościuszko, Cattedrale del Wawel

### Esplicative
1. ↑  In lituano il nome di Kościuszko è reso come Tadas Kosciuška e in bielorusso Tadevuš Kaściuška (Тадэвуш Касьцюшка).
2. ↑  Alex Storozynski, nella sua biografia del 2009 dedicata a Kościuszko, annota che il "12 è la data generalmente indicata" e che Szyndler risulta l'autore più affidabile in merito alla presentazione delle teorie sulla data di nascita di Kościuszko: Szyndler (1994), p. 103; Storozynski (2009), p. 13.
3. ↑  Schizzi dalla mano di Kościuszko sopravvivono ancora e sono custoditi come tesori nazionali nei musei polacchi: Gliński (2019).
4. ↑  Dopo essere tornato in Polonia dall'America e aver cercato una commissione dell'esercito polacco, l'allora principessa Lubomirska, costretta da suo padre a sposarsi con un membro dell'alta nobiltà, esortò il re a offrire un incarico a Kościuszko. Quando si recò a Varsavia nell'estate del 1789 per approfondire la questione, la incontrò a un ballo. Come raccontò in seguito il suo amico Julian Ursyn Niemcewicz, "l'incontro fu così emozionante [per entrambi] che non riuscirono a parlarsi; ognuno si appartò poi in un angolo diverso del salone e pianse". Nel 1791 cercò di sposare Tekla Zurowska, ma incontrò di nuovo l'opposizione paterna: Pula (1999), p. 216.
5. 1 2  La sua irritazione si riflette insolitamente anche in una lettera scritta al generale Niesiołowski da Włocławek il 7 febbraio 1790: "Ho messo sotto incantesimo tutto ciò che mi è più caro nella vita, cioè moglie e figli. Ti imploro, Tuo Benefattore, di liberarmi da questo luogo così sgradevole, costoso e che non mi ha dato ancora nulla in cambio. Dio vede: non ho nessuno con cui parlare - ed è un bene, perché non ho mai discusso con i buoi. Ma quali guasconi! Rinuncerò comunque a descrivere il [mio] paese; dirò solo che è un bel luogo, e che dovrebbe privilegiare i lituani[, che sono] buoni e parsimoniosi, e non loro, i pigri e indolenti [polacchi]. Voglio ritornare in Lituania; forse mi ripudiate e mi considerate inadatto a servirvi? Chi sono io? Se non un lituano, un fratellastro immaginario scelto da voi? A chi dovrei mostrare la mia gratitudine (per la raccomandazione del Sejmik di Brest?), se non a voi? Chi dovrei difendere, se non voi e me stesso? Se questo non vi ammorbidisce a chiedere il mio ritorno al Sejm, allora Dio solo sa cosa farò! Mi fa rabbia: dalla Lituania per servire nella Corona, quando non avete tre generali. Quando sarete portati sulla corda dalla violenza, allora probabilmente vi sveglierete e vi prenderete cura di voi stessi": Korzon (1894), pp. 162, 206.
6. ↑  Il giudice associato Joseph Story emise una decisione di rinvio in Armstrong v. Lear, 25 U.S. 12 Wheat. 169 (1827), basata sulla mancata presentazione del testamento per la prova. Lo stesso patrimonio fu anche oggetto del caso Estho v Lear, 32 U.S. 130 (7 Pet. 130, 8 L.Ed. 632)(1832), in cui il presidente della Corte Suprema John Marshall scrisse una breve opinione che ne suggeriva la rimessione, apparentemente alla Virginia. Infine, la decisione in Ennis v. Smith, 55 U.S. 14 How. 400 (1852) non menzionava nessun autore individuale; il presidente della Corte Suprema era Roger Brooke Taney, e le uniche giurisdizioni menzionate apparivano quelle del Maryland, del Distretto di Columbia e di Hrodna: Ennis v. Smith, 55 U.S. 400, 14 How. 400, 14 L.Ed. 427 (1852).

### Bibliografiche
1. ↑   Francesco De Sanctis, Opere, vol. 13, 1960,  p. 169.
2. ↑   Pietro Galletto, Dai comuni medievali alla Repubblica italiana: il lungo cammino dell'idea repubblicana in Italia, vol. 2, G. Battagin, 2001,  p. 530, ISBN 978-88-88-26703-6.
3. ↑   Ettore Mazzali, Leopardi: la vita, il pensiero, i testi esemplari, vol. 27, Edizioni Accademia, 1972,  p. 125.
4. ↑   Antonio Ferraiuolo, La Polonia, Passerino Editore, 2020,  p. 19, ISBN 979-12-20-22415-4.
5. ↑   Giorgio D'Acandia, La quistione polacca: raccolta di documenti con introd. storica, F. Batiato, 1916,  pp. 1-5.
6. ↑  (EN) Theodore Savas e J. David Dameron, New American Revolution Handbook: Facts and Artwork for Readers of All Ages, 1775-1783, Savas Beatie, 2010,  p. 12, ISBN 978-16-11-21062-0.
7. ↑  (EN) Mikołaj Gliński, Tadeusz Kościuszko – Bringing Freedom to Both Sides of the Atlantic, su culture.pl, 28 agosto 2015. URL consultato il 5 giugno 2021.
8. ↑  (EN) Tarries Kościuszko, su bridges4freedom.com. URL consultato il 5 giugno 2021 (archiviato dall'url originale il 16 aprile 2021).
9. ↑  (EN) Julius Palaima, Tadeusz Kościuszko, a Lithuanian who changed the course of US history, su LRT.lt, 13 febbraio 2021. URL consultato il 5 giugno 2021.
10. ↑  (EN) Tadeusz Kosciuszko. URL consultato il 5 giugno 2021.
11. 1 2  Herbst (1969), p. 430.
12. ↑  (EN) Marek Jan Chodakiewicz, Tadeusz Kościuszko: A man of unwavering principle, su iwp.edu, The Institute of World Politics. URL consultato il 3 giugno 2021.
13. 1 2 3 4 5 6 7 8 9 10 11 12  Herbst (1969), p. 431.
14. 1 2 3 4  (EN) Albert C. Cizauskas, The Unusual Story of Thaddeus Kosciusko, in Lituanus, vol. 32, n. 1, Jonas Zdanys, primavera 1986, ISSN 0024-5089 (WC · ACNP). URL consultato il 4 giugno 2021.
15. ↑  Storozynski (2011), p. 2.
16. ↑  Szyndler (1991), p. 27.
17. ↑  Kajencki (1998), p. 54.
18. ↑  Korzon (1894), p. 135.
19. 1 2  (EN) Helen Pozdnyakowa, Thaddeus Kosciuszko: the path towards freedom (PDF), Univerzita Palackého v Olomouci, 2016,  pp. 39-40.
20. ↑  Storozynski (2011), p. 27.
21. ↑  Storozynski (2011), p. 28.
22. ↑  Gardner (2019), p. 20.
23. 1 2  Storozynski (2009), pp. 17-18.
24. ↑  Storozynski (2011), p. 32.
25. ↑  Storozynski (2011), pp. 36-38.
26. ↑  Pula (1999), p. 39.
27. ↑  Storozynski (2011), pp. 41-42.
28. 1 2 3 4 5  Storozynski (2011), pp. 47-52.
29. 1 2 3  Storozynski (2011), pp. 53-54.
30. ↑  Afflerbach e Strachan (2012), pp. 177-179.
31. ↑  Storozynski (2011), p. 65.
32. ↑  (EN) Margaret Anderton, The Spirit of the Polonaise, in Polish Music Journal, vol. 5, n. 2, 2002. URL consultato il 5 giugno 2021 (archiviato dall'url originale il 18 ottobre 2012).
33. ↑  Storozynski (2011), pp. 111-112.
34. 1 2 3 4 5 6 7 8 9 10  Herbst (1969), p. 43.
35. ↑  Storozynski (2011), p. 85.
36. ↑  Storozynski (2011), pp. 128-130.
37. ↑  Storozynski (2011), pp. 131-132.
38. ↑  (EN) Douglas R. Caldwell, Judy Ehlen e Russell S. Harmon, Studies in Military Geography and Geology, Springer Science & Business Media, 2007,  p. 117, ISBN 978-14-02-03105-2.
39. ↑  Storozynski (2011), pp. 141-142.
40. ↑  Storozynski (2011), pp. 144-146.
41. ↑  Storozynski (2011), p. 147.
42. ↑  Storozynski (2011), p. 148.
43. ↑  Storozynski (2011), pp. 149-153.
44. ↑  Storozynski (2011), p. 154.
45. ↑  Kajencki (1998), p. 174.
46. ↑  Storozynski (2011), pp. 158-160.
47. ↑  Storozynski (2011), pp. 161-162.
48. ↑  Storozynski (2011), p. 163.
49. ↑  Storozynski (2011), p. 164.
50. ↑  Storozynski (2009), p. 114.
51. ↑  Storozynski (2011), pp. 166-167.
52. ↑  Storozynski (2011), p. 168.
53. ↑  Pula (1999), p. 259.
54. ↑  Lengel (2017), p. 105.
55. ↑  Storozynski (2011), p. 177.
56. ↑  Storozynski (2011), p. 178.
57. ↑  Storozynski (2011), p. 181.
58. ↑  Storozynski (2011), p. 187.
59. ↑  Storozynski (2011), p. 203.
60. ↑  Storozynski (2011), p. 194.
61. ↑  Storozynski (2011), p. 195.
62. ↑  Storozynski (2011), pp. 213-214.
63. ↑  Storozynski (2011), pp. 218-223.
64. ↑  Bardach et al. (1987), p. 317.
65. 1 2  Storozynski (2011), p. 223.
66. 1 2 3 4 5 6 7 8 9 10  Herbst (1969), p. 433.
67. ↑  Storozynski (2011), p. 224.
68. ↑  Storozynski (2011), p. 230.
69. ↑  Pula (1999), p. 218.
70. 1 2  Storozynski (2011), pp. 228-229.
71. ↑  Otrębski (1994), p. 39.
72. ↑  Falkenstein (1831), p. 8.
73. ↑  Storozynski (2011), p. 231.
74. ↑  Storozynski (2011), p. 237.
75. 1 2  Storozynski (2011), pp. 239-240.
76. 1 2 3 4 5  Herbst (1969), p. 434.
77. ↑  Storozynski (2011), p. 238.
78. ↑  Storozynski (2011), pp. 244-245.
79. 1 2  Lukowski e Zawadzki (2001), pp. 101-103.
80. 1 2  Sužiedėlis (2011), pp. 155-156.
81. ↑  (EN) Mieczysław B. Biskupski, The History of Poland, Greenwood Publishing Group, 2000,  pp. 18-19, ISBN 978-03-13-30571-9.
82. ↑  Stone (2001), pp. 282-285.
83. ↑  Storozynski (2011), p. 245.
84. ↑  Storozynski (2011), p. 252.
85. 1 2  Herbst (1969), p. 435.
86. ↑  Storozynski (2011), p. 283.
87. ↑  (EN) Richard Kwiatkowski, The Country That Refused to Die: The Story of the People of Poland, Xlibris Corporation, 2016,  p. 246, ISBN 978-15-24-50916-3.
88. ↑  Storozynski (2009), pp. 195-196.
89. 1 2  Herbst (1969), pp. 435-436.
90. ↑  Storozynski (2011), p. 291.
91. ↑  Landau e Tomaszewski (1985), p. 27.
92. 1 2 3 4 5 6 7 8 9  Herbst (1969), p. 437.
93. 1 2 3  Storozynski (2009), p. 243.
94. 1 2  Kajencki (1998), p. 206.
95. ↑  Gays (1971), p. 200.
96. ↑  Nash e Gao Hodges (2012), pp. 161-162.
97. ↑  (EN) Edward P. Alexander, Jefferson and Kosciuszko: Friends of Liberty and of Man, in The Pennsylvania Magazine of History and Biography, vol. 92, n. 1, University of Pennsylvania Press, gennaio 1968,  pp. 87-95, 97-103.
98. ↑  Pula (1999), p. 134.
99. ↑  (EN) Thaddeus Kosciuszko, su monticello.org. URL consultato il 4 giugno 2021.
100. ↑  (EN) Gary Nash e Graham Russell Gao Hodges, Why We Should All Regret Jefferson's Broken Promise to Kościuszko, su History News Network. URL consultato il 4 giugno 2021.
101. ↑  Kajencki (1998), p. 213.
102. ↑  Storozynski (2009), p. 277.
103. ↑  Gays (1971), p. 221.
104. 1 2  Storozynski (2009), p. 280.
105. ↑  Nash e Gao Hodges (2012), p. 218.
106. ↑  Pula (1999), p. 287.
107. ↑  Storozynski (2009), p. 282.
108. ↑  Nash e Gao Hodges (2012), p. 241.
109. ↑  Gardner (2019), p. 144.
110. ↑  Herbst (1969), pp. 437-438.
111. ↑  Davies (2005), pp. 216-217.
112. 1 2 3 4 5 6 7 8 9 10 11 12 13 14 15  Herbst (1969), p. 438.
113. ↑  Davies (2005), p. 208.
114. ↑  Pula (1999), p. 268.
115. ↑  Storozynski (2011), pp. 380-381.
116. ↑  Szyndler (1991), p. 366.
117. 1 2 3 4 5   Kościuszko's Mound, su euromanticism.org, 19 giugno 2020. URL consultato il 4 giugno 2021.
118. ↑  Nash e Gao Hodges (2012), p. 212.
119. ↑  (EN) Why is the twin bridge on the Northway over the Mohawk River named after a Polish guy?, su friendsofalbanyhistory.wordpress.com, 8 settembre 2018. URL consultato il 4 giugno 2021.
120. 1 2   Come a New York hanno fatto saltare in aria il ponte Kosciuszko, su it.allacortedifederico.com. URL consultato il 4 giugno 2021.
121. ↑  (EN) Thaddeus Kosciuszko, su National Park System. URL consultato il 4 giugno 2021.
122. ↑  (EN) The Kosciuszko Foundation: The American Center of Polish Culture, su thekf.org. URL consultato il 4 giugno 2021 (archiviato dall'url originale il 26 dicembre 2021).
123. ↑  Herbst (1969), pp. 438-439.
124. 1 2  Herbst (1969), p. 439.
125. ↑  (EN) Thomas Anessi, England's Future/Poland's Past: History and National Identity In Thaddeus of Warsaw, su academia.edu. URL consultato il 4 giugno 2021.
126. ↑  (EN) Devoney Looser, Women Writers and Old Age in Great Britain, 1750–1850, JHU Press, 2008,  p. 166, ISBN 978-14-21-40022-8.
127. ↑   BLM-inspired vandalism of Kościuszko monument in Warsaw, su polandin.com, 3 giugno 2020. URL consultato il 4 giugno 2021.
128. ↑  (EN) Jakub Majmurek, Kościuszko Knew That Black Lives Matter, su dissentmagazine.org, 25 giugno 2020. URL consultato il 4 giugno 2021.
129. ↑   Moneta da 10 złoty raffigurante l'aquila polacca e Tadeusz Kościuszko, su it.ucoin.net. URL consultato il 5 giugno 2021.
130. ↑   Banconota da 500 złoty raffigurante Tadeusz Kościuszko, su depositphotos.com. URL consultato il 5 giugno 2021.
131. 1 2  (EN) Monumenti celebrativi dedicati a Kościuszko negli USA e in Polonia, su info-poland.buffalo.edu. URL consultato il 4 giugno 2021 (archiviato dall'url originale il 4 marzo 2014).
132. ↑  Nash e Gao Hodges (2012), p. 10.
133. ↑  (EN) Julian Ursyn Niemcewicz, su Encyclopedia Britannica. URL consultato il 4 giugno 2021.